# Liste der Stolpersteine in Hamburg-Eppendorf
Die Liste der Stolpersteine in Hamburg-Eppendorf enthält alle Stolpersteine, die im Rahmen des gleichnamigen Kunst-Projekts von Gunter Demnig in Hamburg-Eppendorf verlegt wurden. Mit ihnen soll Opfern des Nationalsozialismus gedacht werden, die in Hamburg-Eppendorf lebten und wirkten.
Diese Seite ist Teil der Liste der Stolpersteine in Hamburg, da diese mit insgesamt 7276 (Stand: Juli 2025) Steinen zu groß würde und deshalb je Stadtteil, in dem Steine verlegt wurden, eine eigene Seite angelegt wurde.
| Adresse                         | Person(en)                              | Inschrift | Bilder | Anmerkung |
| ------------------------------- | --------------------------------------- | --- | ------ | --- |
| Arnold-Heise-Straße 11 ·        | Paul Braunschweig                       | Hier wohnte Paul Braunschweig Jg. 1884 gedemütigt/entrechtet Flucht in den Tod 30.4.1933                                                                            |        | Eintrag auf stolpersteine-hamburg.de |
| Beim Andreasbrunnen 2 ·         | Annie Höxter geb. Bos                   | Hier wohnte Annie Höxter geb. Bos Jg. 1892 deportiert 1941 Minsk ermordet                                                                                           |        | Eintrag auf stolpersteine-hamburg.de |
| Beim Andreasbrunnen 2 ·         | Berthold Höxter                         | Hier wohnte Berthold Höxter Jg. 1877 deportiert 1941 Minsk ermordet                                                                                                 |        | Eintrag auf stolpersteine-hamburg.de |
| Beim Andreasbrunnen 2 ·         | Jacoba Meyer geb. Bos                   | Hier wohnte Jacoba Meyer geb. Bos Jg. 1888 Flucht 1939 Holland deportiert 1943 Theresienstadt 1944 Auschwitz ermordet                                               |        | Eintrag auf stolpersteine-hamburg.de |
| Beim Andreasbrunnen 2 ·         | Ludwig Meyer                            | Hier wohnte Ludwig Meyer Jg. 1885 Flucht 1939 Holland deportiert 1943 Theresienstadt 1944 Auschwitz ermordet                                                        |        | Eintrag auf stolpersteine-hamburg.de |
| Beim Andreasbrunnen 3 ·         | Aron Anton Münden                       | Hier wohnte Aron Anton Münden Jg. 1867 deportiert 1942 Theresienstadt 1942 Treblinka ermordet                                                                       |        | Eintrag auf stolpersteine-hamburg.de |
| Beim Andreasbrunnen 3 ·         | Hedwig Münden geb. Salomon              | Hier wohnte Hedwig Münden geb. Salomon Jg. 1879 deportiert 1942 Theresienstadt 1942 Treblinka ermordet                                                              |        | Eintrag auf stolpersteine-hamburg.de |
| Beim Andreasbrunnen 3 ·         | Eva Nachum geb. Berkowitz               | Hier wohnte Eva Nachum geb. Berkowitz Jg. 1878 deportiert 1941 Łodz/Litzmannstadt ermordet                                                                          |        | Eintrag auf stolpersteine-hamburg.de |
| Beim Andreasbrunnen 3 ·         | Leo Nachum                              | Hier wohnte Leo Nachum Jg. 1875 deportiert 1941 Łodz/Litzmannstadt ermordet 25.4.1942                                                                               |        | Eintrag auf stolpersteine-hamburg.de |
| Beim Andreasbrunnen 4 ·         | James Cohn                              | Hier wohnte James Cohn Jg. 1876 deportiert 1941 Łodz ermordet 3.1.1942                                                                                              |        | Eintrag auf stolpersteine-hamburg.de |
| Beim Andreasbrunnen 4 ·         | Erich Gaertner                          | Hier wohnte Erich Gaertner Jg. 1890 deportiert 1941 Minsk ermordet                                                                                                  |        | Eintrag auf stolpersteine-hamburg.de |
| Beim Andreasbrunnen 7 ·         | Erwin Kraus                             | Erwin Kraus Jg. 1894 deportiert 1941 Minsk ermordet |        | Eintrag auf stolpersteine-hamburg.de |
| Beim Andreasbrunnen 7 ·         | Hilde Kraus geb. Bachner                | Hier wohnte Hilde Kraus geb. Bachner Jg. 1909 deportiert 1941 Minsk ermordet                                                                                        |        | Eintrag auf stolpersteine-hamburg.de |
| Beim Andreasbrunnen 8 ·         | Emil Behrens                            | Hier wohnte Emil Behrens Jg. 1859 deportiert 1942 Theresienstadt ermordet 29.7.1942                                                                                 |        | Eintrag auf stolpersteine-hamburg.de |
| Beim Andreasbrunnen 8 ·         | Jenny Behrens geb. Levy                 | Hier wohnte Jenny Behrens geb. Levy Jg. 1868 deportiert 1942 Theresienstadt ermordet 8.8.1942                                                                       |        | Eintrag auf stolpersteine-hamburg.de |
| Beim Andreasbrunnen 8 ·         | Lucie Moses geb. Curjel                 | Hier wohnte Lucie Moses geb. Curjel Jg. 1894 deportiert 1941 ermordet 29.10.1943 in Łodz                                                                            |        | Eintrag auf stolpersteine-hamburg.de Ein weiterer Stolperstein befindet sich in Hamburg-Neustadt.                                                                             |
| Beim Andreasbrunnen 8 ·         | Leonhard Stein                          | Hier wohnte Dr. Leonhard Stein Jg. 1894 deportiert 1941 Łodz ermordet 29.8.1942                                                                                     |        | Eintrag auf stolpersteine-hamburg.de |
| Beim Andreasbrunnen 8 ·         | Rosa Stein geb. Frank                   | Hier wohnte Rosa Stein geb. Frank Jg. 1872 deportiert 1941 Łodz ermordet 7.6.1942                                                                                   |        | Eintrag auf stolpersteine-hamburg.de |
| Beim Andreasbrunnen 9 ·         | Gertrud Becher geb. Thilo               | Hier wohnte Gertrud Becher geb. Thilo Jg. 1884 deportiert 1941 Riga ermordet                                                                                        |        | Eintrag auf stolpersteine-hamburg.de Siehe auch Haynstraße 15. |
| Beim Andreasbrunnen 9 ·         | Heinz Becher                            | Hier wohnte Heinz Becher Jg. 1919 deportiert 1943 ??? |        | Eintrag auf stolpersteine-hamburg.de |
| Beim Andreasbrunnen 9 ·         | Emmy Frank geb. Stern                   | Hier wohnte Emmy Frank geb. Stern Jg. 1888 deportiert 1941 Łodz ermordet 5.4.1944                                                                                   |        | Eintrag auf stolpersteine-hamburg.de |
| Beim Andreasbrunnen 9 ·         | Heinz Frank                             | Hier wohnte Heinz Frank Jg. 1920 deportiert 1941 Łodz/Litzmannstadt ermordet 22.1.1942                                                                              |        | Eintrag auf stolpersteine-hamburg.de |
| Beim Andreasbrunnen 9 ·         | Wilhelm Frank                           | Hier wohnte Wilhelm Frank Jg. 1882 deportiert 1941 Łodz ermordet 11.4.1942                                                                                          |        | Eintrag auf stolpersteine-hamburg.de |
| Beim Andreasbrunnen 9 ·         | Erika Hesse                             | Hier wohnte Erika Hesse Jg. 1919 eingewiesen 1930 Alsterdorfer Anstalten ‚verlegt‘ 16.8.1943 Heilanstalt Am Steinhof/Wien ermordet 7.1.1944                         |        | Eintrag auf stolpersteine-hamburg.de |
| Curschmannstraße 6 ·            | Norbert Prenzlau                        | Hier wohnte Norbert Prenzlau Jg. 1865 deportiert 1942 Theresienstadt tot 1.9.1942                                                                                   |        | Eintrag auf stolpersteine-hamburg.de |
| Curschmannstraße 6 ·            | Olga Prenzlau geb. Meyer                | Hier wohnte Olga Prenzlau geb. Meyer Jg. 1869 deportiert 1942 Theresienstadt tot 9.8.1942                                                                           |        | Eintrag auf stolpersteine-hamburg.de |
| Curschmannstraße 8 ·            | Johanna Allen geb. Simon                | Hier wohnte Johanna Allen geb. Simon Jg. 1899 deportiert 1941 Lodz/Litzmannstadt Chelmno/Kulmhof ermordet Mai 1942                                                  |        | Eintrag auf stolpersteine-hamburg.de |
| Curschmannstraße 8 ·            | Helene Elsa Bauer                       | Hier wohnte Helene Elsa Bauer Jg. 1875 gedemütigt/entrechtet Flucht in den Tod 7.3.1942                                                                             |        | Eintrag auf stolpersteine-hamburg.de |
| Curschmannstraße 8 ·            | Ilse Lippstadt                          | Hier wohnte Ilse Lippstadt Jg. 1905 deportiert 1941 Minsk ??? |        | Eintrag auf stolpersteine-hamburg.de |
| Curschmannstraße 8 ·            | Sara Gertrud Theiner geb. Bauer         | Hier wohnte Sara Gertrud Theiner geb. Bauer Jg. 1872 gedemütigt/entrechtet Flucht in den Tod 6.3.1942                                                               |        | Eintrag auf stolpersteine-hamburg.de |
| Curschmannstraße 8 ·            | Iwan von der Walde                      | Hier wohnte Iwan von der Walde Jg. 1883 1938 KZ Fuhlsbüttel Selbstmord 18.8.1942                                                                                    |        | Eintrag auf stolpersteine-hamburg.de |
| Eppendorfer Baum 30 ·           | Charlotte Danziger                      | Hier wohnte Charlotte Danziger Jg. 1877 1941 KZ Fuhlsbüttel deportiert 1941 Łodz ermordet am 25.1.1942                                                              |        | Eintrag auf stolpersteine-hamburg.de Stolperstein liegt auf dem Gehweg Ecke Hegestraße neben dem Fußgängerüberweg Ein weiterer Stolperstein befindet sich in Hamburg-Harburg. |
| Eppendorfer Baum 34 ·           | Alfred Blumenthal                       | Hier wohnte Alfred Blumenthal Jg. 1872 deportiert 1943 Theresienstadt ermordet 2.7.1943                                                                             |        | Eintrag auf stolpersteine-hamburg.de |
| Eppendorfer Baum 34 ·           | Katharina Blumenthal geb. Abrahamsohn   | Hier wohnte Katharina Blumenthal geb. Abrahamsohn Jg. 1885 deportiert 1942 Theresienstadt 1943 Auschwitz ermordet                                                   |        | Eintrag auf stolpersteine-hamburg.de |
| Eppendorfer Baum 34 ·           | Margreth Graetz                         | Hier wohnte Margreth Graetz Jg. 1901 gedemütigt/entrechtet Flucht in den Tod 4.12.1941                                                                              |        | Eintrag auf stolpersteine-hamburg.de |
| Eppendorfer Baum 34 ·           | Gustav Kron                             | Hier wohnte Gustav Kron Jg. 1878 deportiert 1941 Łodz ermordet |        | Eintrag auf stolpersteine-hamburg.de |
| Eppendorfer Baum 34 ·           | Selma Kron geb. Blumenkrohn             | Hier wohnte Selma Kron geb. Blumenkrohn Jg. 1890 deportiert 1941 Łodz ermordet                                                                                      |        | Eintrag auf stolpersteine-hamburg.de |
| Eppendorfer Baum 34 ·           | Jacob Minska                            | Hier wohnte Jacob Minska Jg. 1907 ‚Schutzhaft‘ 1939 KZ Sachsenhausen deportiert 1941 Łodz/Litzmannstadt 1944 Auschwitz KZ-Außenlager-Görlitz befreit                |        | Eintrag auf stolpersteine-hamburg.de |
| Eppendorfer Baum 44 ·           | Adolph Meyer                            | Hier wohnte Adolph Meyer Jg. 1864 Flucht 1939 Holland interniert Westerbork deportiert 1942 Auschwitz ermordet 15.10.1942                                           |        | Eintrag auf stolpersteine-hamburg.de |
| Eppendorfer Landstraße 6 ·      | Herbert Kurt Friede                     | Hier wohnte Herbert Kurt Friede Jg. 1902 ermordet 5.12.1938 KZ Fuhlsbüttel                                                                                          |        | Eintrag auf stolpersteine-hamburg.de |
| Eppendorfer Landstraße 12 ·     | Georg Horwitz                           | Hier wohnte Georg Horwitz Jg. 1885 deportiert 1941 ermordet in Minsk                                                                                                |        | Eintrag auf stolpersteine-hamburg.de |
| Eppendorfer Landstraße 12 ·     | Selma Horwitz geb. Heilner              | Hier wohnte Selma Horwitz geb. Heilner Jg. 1885 deportiert 1941 ermordet in Minsk                                                                                   |        | Eintrag auf stolpersteine-hamburg.de |
| Eppendorfer Landstraße 12 ·     | Fanny Littmann geb. Tschesljak          | Hier wohnte Fanny Littmann geb. Tschesljak Jg. 1875 deportiert 1943 Theresienstadt ermordet in Auschwitz                                                            |        | Eintrag auf stolpersteine-hamburg.de Auf stolpersteine-hamburg.de unter Altonaer Landstraße 8 geführt.                                                                        |
| Eppendorfer Landstraße 12 ·     | Joseph Littmann                         | Hier wohnte Joseph Littmann Jg. 1869 deportiert 1943 Theresienstadt 1943 Auschwitz ermordet                                                                         |        | Eintrag auf stolpersteine-hamburg.de Auf stolpersteine-hamburg.de unter Altonaer Landstraße 8 geführt.                                                                        |
| Eppendorfer Landstraße 12 ·     | Annie Meyer geb. Cohen                  | Hier wohnte Annie Meyer geb. Cohen Jg. 1894 Flucht 1939 Belgien interniert Mechelen deportiert 1942 ermordet in Auschwitz                                           |        | Eintrag auf stolpersteine-hamburg.de |
| Eppendorfer Landstraße 12 ·     | Eva Jutta Meyer                         | Hier wohnte Eva Jutta Meyer Jg. 1925 Flucht 1939 Belgien interniert Mechelen deportiert 1942 ermordet in Auschwitz                                                  |        | Eintrag auf stolpersteine-hamburg.de |
| Eppendorfer Landstraße 14 ·     | Charlotte Borchardt geb. Breslauer      | Hier wohnte Charlotte Borchardt geb. Breslauer Jg. 1884 deportiert 1942 Theresienstadt befreit                                                                      |        | Eintrag auf stolpersteine-hamburg.de |
| Eppendorfer Landstraße 14 ·     | Claus-Jürgen Borchardt                  | Hier wohnte Claus-Jürgen Borchardt Jg. 1926 deportiert 1942 Theresienstadt 1944 Auschwitz ermordet 3.1.1945 Dachau                                                  |        | Eintrag auf stolpersteine-hamburg.de |
| Eppendorfer Landstraße 14 ·     | Robert Salomon Borchardt                | Hier wohnte Robert Salomon Borchardt Jg. 1869 deportiert 1942 Theresienstadt ermordet 2.10.1943                                                                     |        | Eintrag auf stolpersteine-hamburg.de |
| Eppendorfer Landstraße 14 ·     | Amalie Leser geb. Janower               | Hier wohnte Amalie Leser geb. Janower Jg. 1896 deportiert 1941 Riga 1944 KZ Stutthof ???                                                                            |        | Eintrag auf stolpersteine-hamburg.de Ein weiterer Stolperstein befindet sich in Hamburg-St. Georg.                                                                            |
| Eppendorfer Landstraße 14 ·     | Hans Leser                              | Hier wohnte Hans Leser Jg. 1924 deportiert 1941 Riga ??? |        | Eintrag auf stolpersteine-hamburg.de Ein weiterer Stolperstein befindet sich in Hamburg-St. Georg.                                                                            |
| Eppendorfer Landstraße 14 ·     | Siegbert Leser                          | Hier wohnte Siegbert Leser Jg. 1888 deportiert 1941 Riga ??? |        | Eintrag auf stolpersteine-hamburg.de Ein weiterer Stolperstein befindet sich in Hamburg-St. Georg.                                                                            |
| Eppendorfer Landstraße 14 ·     | Ernst J. Schönhof                       | Hier wohnte Ernst J. Schönhof Jg. 1864 deportiert 1942 Theresienstadt ermordet 2.11.1942                                                                            |        | Eintrag auf stolpersteine-hamburg.de |
| Eppendorfer Landstraße 14 ·     | Carl Stamm                              | Hier wohnte Dr. Carl Stamm Jg. 1867 gedemütigt/entrechtet Flucht in den Tod 28.10.1941                                                                              |        | Eintrag auf stolpersteine-hamburg.de Ein weiterer Stolperstein befindet sich in Hamburg-Rothenburgsort.                                                                       |
| Eppendorfer Landstraße 14 ·     | Else Stamm geb. Goslar                  | Else Stamm geb. Goslar Jg. 1906 Flucht Holland deportiert 1942 Auschwitz ermordet 17.7.1942                                                                         |        | Eintrag auf stolpersteine-hamburg.de |
| Eppendorfer Landstraße 14 ·     | Eric Walter Stamm                       | Eric Walter Stamm Jg. 1935 geb. in Amsterdam deportiert 1942 Auschwitz ermordet                                                                                     |        | Eintrag auf stolpersteine-hamburg.de |
| Eppendorfer Landstraße 14 ·     | Minna Margarethe Stamm geb. Meyer       | Hier wohnte Minna Margarethe Stamm geb. Meyer Jg. 1878 gedemütigt/entrechtet tot 26.5.1941                                                                          |        | Eintrag auf stolpersteine-hamburg.de |
| Eppendorfer Landstraße 14 ·     | Rudolf W. Stamm                         | Hier wohnte Rudolf W. Stamm Jg. 1903 Flucht 1935 Holland deportiert 1942 Auschwitz ermordet 15.8.1942                                                               |        | Eintrag auf stolpersteine-hamburg.de |
| Eppendorfer Landstraße 18 ·     | Erna Fischer geb. Riess                 | Hier wohnte Erna Fischer geb. Riess Jg. 1884 deportiert 1942 Theresienstadt ermordet 17.11.1942                                                                     |        | Eintrag auf stolpersteine-hamburg.de |
| Eppendorfer Landstraße 18 ·     | Hermann Fischer                         | Hier wohnte Hermann Fischer Jg. 1867 deportiert 1942 Theresienstadt ermordet 23.2.1943                                                                              |        | Eintrag auf stolpersteine-hamburg.de |
| Eppendorfer Landstraße 18 ·     | Adolph Hammerschlag                     | Hier wohnte Adolph Hammerschlag Jg. 1877 deportiert 1942 Auschwitz ermordet                                                                                         |        | Eintrag auf stolpersteine-hamburg.de |
| Eppendorfer Landstraße 18 ·     | Meta Hammerschlag geb. Goldmann         | Hier wohnte Meta Hammerschlag geb. Goldmann Jg. 1884 deportiert 1942 Auschwitz ermordet                                                                             |        | Eintrag auf stolpersteine-hamburg.de |
| Eppendorfer Landstraße 18 ·     | Alexander Joel                          | Hier wohnte Alexander Joel Jg. 1871 deportiert 1942 Theresienstadt ermordet 21.12.1942                                                                              |        | Eintrag auf stolpersteine-hamburg.de |
| Eppendorfer Landstraße 18 ·     | Sara Lennhoff                           | Hier wohnte Sara Lennhoff Jg. 1893 deportiert 1941 Łodz ermordet |        | Eintrag auf stolpersteine-hamburg.de |
| Eppendorfer Landstraße 24 ·     | Gertrud Jacobsohn                       | Hier wohnte Gertrud Jacobsohn Jg. 1884 deportiert 1941 Minsk ermordet                                                                                               |        | Eintrag auf stolpersteine-hamburg.de |
| Eppendorfer Landstraße 24 ·     | Mathilde Meyer                          | Hier wohnte Mathilde Meyer Jg. 1891 deportiert 1941 Łodz 1942 Chelmno ermordet                                                                                      |        | Eintrag auf stolpersteine-hamburg.de |
| Eppendorfer Landstraße 28 ·     | ‚Eddy Beuth‘ Marie Aronheim geb. Cohn   | Hier wohnte ‚Eddy Beuth‘ Marie Aronheim geb. Cohn Jg. 1872 gedemütigt/entrechtet Flucht in den Tod 16.12.1938                                                       |        | Eintrag auf stolpersteine-hamburg.de |
| Eppendorfer Landstraße 28 ·     | Gerda Boas                              | Hier wohnte Gerda Boas Jg. 1910 deportiert 1941 Łodz ermordet 1944 in Chelmno                                                                                       |        | Eintrag auf stolpersteine-hamburg.de |
| Eppendorfer Landstraße 28 ·     | Paula Boas                              | Hier wohnte Paula Boas Jg. 1897 deportiert 1941 Łodz ermordet 1944 in Chelmno                                                                                       |        | Eintrag auf stolpersteine-hamburg.de |
| Eppendorfer Landstraße 28 ·     | Lisbeth Margot Freund geb. Cohn         | Hier wohnte Lisbeth Margot Freund geb. Cohn Jg. 1876 gedemütigt/entrechtet Flucht in den Tod 16.12.1938                                                             |        | Eintrag auf stolpersteine-hamburg.de Schwester von Eddy Beuth |
| Eppendorfer Landstraße 28 ·     | Georg Paul                              | Hier wohnte Georg Paul Jg. 1890 deportiert 1941 Łodz/Litzmannstadt 1944 Chelmno/Kulmhof ermordet 1944                                                               |        | Eintrag auf stolpersteine-hamburg.de |
| Eppendorfer Landstraße 28 ·     | Hedwig Paul geb. Münz                   | Hier wohnte Hedwig Paul geb. Münz Jg. 1893 deportiert 1941 Łodz/Litzmannstadt 1944 Chelmno/Kulmhof ermordet 1944                                                    |        | Eintrag auf stolpersteine-hamburg.de |
| Eppendorfer Landstraße 28 ·     | Alfred Paul                             | Hier wohnte Alfred Paul Jg. 1886 ‚Schutzhaft‘ 1938 Sachsenhausen deportiert 1941 Łodz/Litzmannstadt 1944 Chelmno/Kulmhof ermordet 1944                              |        | Eintrag auf stolpersteine-hamburg.de |
| Eppendorfer Landstraße 28 ·     | Hilda Paul geb. Münz                    | Hier wohnte Hilda Paul geb. Münz Jg. 1891 deportiert 1941 Łodz/Litzmannstadt 1944 Chelmno/Kulmhof ermordet 1944                                                     |        | Eintrag auf stolpersteine-hamburg.de |
| Eppendorfer Landstraße 30 ·     | Paul Blumenthal                         | Hier wohnte Dr. Paul Blumenthal Jg. 1880 deportiert 1941 Minsk ermordet                                                                                             |        | Eintrag auf stolpersteine-hamburg.de Ein weiterer Stolperstein befindet sich in Hamburg-Neustadt.                                                                             |
| Eppendorfer Landstraße 30 ·     | Julius Cohn                             | Hier wohnte Julius Cohn Jg. 1882 deportiert 1941 Łodz ermordet |        | Eintrag auf stolpersteine-hamburg.de |
| Eppendorfer Landstraße 30 ·     | Gertrud Cohn geb. Delmonte              | Hier wohnte Gertrud Cohn geb. Delmonte Jg. 1890 deportiert 1941 Łodz ermordet                                                                                       |        | Eintrag auf stolpersteine-hamburg.de |
| Eppendorfer Landstraße 30 ·     | Hermann Müller                          | Hier wohnte Hermann Müller Jg. 1884 deportiert 1941 ermordet 19.4.1942 in Łodz                                                                                      |        | Eintrag auf stolpersteine-hamburg.de |
| Eppendorfer Landstraße 30 ·     | Meta Müller geb. Eichenbronner          | Hier wohnte Meta Müller geb. Eichenbronner Jg. 1883 1933 Gefängnis deportiert 1941 Łodz 1942 Chelmno ???                                                            |        | Eintrag auf stolpersteine-hamburg.de |
| Eppendorfer Landstraße 30 ·     | Erna Polak geb. Blumenthal              | Hier wohnte Erna Polak geb. Blumenthal Jg. 1881 deportiert 1941 Minsk ???                                                                                           |        | Eintrag auf stolpersteine-hamburg.de |
| Eppendorfer Landstraße 30 ·     | Moritz Polak                            | Hier wohnte Moritz Polak Jg. 1875 deportiert 1941 Minsk ??? |        | Eintrag auf stolpersteine-hamburg.de |
| Eppendorfer Landstraße 33 ·     | Susanne Gertrud Silber                  | Hier wohnte Susanne Gertrud Silber Jg. 1874 deportiert 1942 Theresienstadt 1944 Auschwitz ermordet                                                                  |        | Eintrag auf stolpersteine-hamburg.de |
| Eppendorfer Landstraße 36 ·     | Hilda Gowa                              | Hier wohnte Hilda Gowa Jg. 1909 deportiert 1941 Łodz/Litzmannstadt ermordet in Auschwitz                                                                            |        | Eintrag auf stolpersteine-hamburg.de |
| Eppendorfer Landstraße 36 ·     | Renée Gowa                              | Hier wohnte Renée Gowa Jg. 1933 deportiert 1941 Łodz/Litzmannstadt ermordet in Auschwitz                                                                            |        | Eintrag auf stolpersteine-hamburg.de |
| Eppendorfer Landstraße 36 ·     | Therese Gowa geb. Polack                | Hier wohnte Therese Gowa geb. Polack Jg. 1878 deportiert 1941 Łodz/Litzmannstadt ermordet 18.2.1942                                                                 |        | Eintrag auf stolpersteine-hamburg.de |
| Eppendorfer Landstraße 36 ·     | Elise Hirschfeld geb. Weil              | Hier wohnte Elise Hirschfeld geb. Weil Jg. 1870 deportiert 1941 Minsk ermordet                                                                                      |        | Eintrag auf stolpersteine-hamburg.de |
| Eppendorfer Landstraße 36 ·     | Wally Hirschfeld                        | Hier wohnte Wally Hirschfeld Jg. 1897 deportiert 1941 Minsk ermordet                                                                                                |        | Eintrag auf stolpersteine-hamburg.de |
| Eppendorfer Landstraße 42 ·     | Alice Ekert-Rotholz                     | Hier wohnte Alice Ekert-Rotholz Jg. 1900 Schutzhaft 6.11.1935 KZ Fuhlsbüttel UG Holstenglacis entlassen 23.2.1936 Flucht 1939 Siam                                  |        | Eintrag auf stolpersteine-hamburg.de |
| Eppendorfer Landstraße 42 ·     | Ella Leffmann                           | Hier wohnte Ella Leffmann Jg. 1865 deportiert 1942 Theresienstadt 1942 Treblinka ermordet                                                                           |        | Eintrag auf stolpersteine-hamburg.de |
| Eppendorfer Landstraße 42 ·     | Louise Leffmann                         | Hier wohnte Louise Leffmann Jg. 1873 deportiert 1942 Theresienstadt 1942 Treblinka ermordet                                                                         |        | Eintrag auf stolpersteine-hamburg.de |
| Eppendorfer Landstraße 42 ·     | Sophie London                           | Hier wohnte Sophie London Jg. 1888 deportiert 1942 Theresienstadt 1944 Auschwitz ermordet                                                                           |        | Eintrag auf stolpersteine-hamburg.de |
| Eppendorfer Landstraße 42 ·     | Bertha Neuburger geb. Mündheim          | Hier wohnte Bertha Neuburger geb. Mündheim Jg. 1893 verzogen 1931 Holland interniert Westerbork deportiert Auschwitz ermordet 11.2.1944                             |        | Eintrag auf stolpersteine-hamburg.de |
| Eppendorfer Landstraße 42 ·     | Lisa Neuburger                          | Hier wohnte Lisa Neuburger Jg. 1921 verzogen 1931 Holland interniert Westerbork deportiert 1943 Auschwitz ermordet 31.7.1944                                        |        | Eintrag auf stolpersteine-hamburg.de |
| Eppendorfer Landstraße 42 ·     | Max Neuburger                           | Hier wohnte Max Neuburger Jg. 1889 verzogen 1931 Holland interniert Westerbork deportiert 1943 Auschwitz ermordet                                                   |        | Eintrag auf stolpersteine-hamburg.de |
| Eppendorfer Landstraße 42 ·     | Stefanie Neuburger                      | Hier wohnte Stefanie Neuburger Jg. 1923 verzogen 1931 Holland interniert Westerbork deportiert 1943 Auschwitz ermordet 31.7.1944                                    |        | Eintrag auf stolpersteine-hamburg.de |
| Eppendorfer Landstraße 42 ·     | Leopold Rotholz                         | Hier wohnte Dr. Leopold Rotholz Jg. 1893 ‚Schutzhaft‘ 6.11.1935 KZ Fühlsbüttel entlassen 24.12.1935 Flucht 1939 Siam                                                |        | Eintrag auf stolpersteine-hamburg.de |
| Eppendorfer Landstraße 46 ·     | Alfred Aron                             | Hier wohnte Alfred Aron Jg. 1886 deportiert 1941 Łodz 1942 Chelmno ???                                                                                              |        | Eintrag auf stolpersteine-hamburg.de |
| Eppendorfer Landstraße 46 ·     | Bertha Engers geb. Valk                 | Hier wohnte Bertha Engers geb. Valk Jg. 1866 deportiert 1942 Theresienstadt ermordet 23.7.1943                                                                      |        | Eintrag auf stolpersteine-hamburg.de |
| Eppendorfer Landstraße 46 ·     | Bertha Margaretha Haurwitz geb. Hauer   | Hier wohnte Bertha Margaretha Haurwitz geb. Hauer Jg. 1873 Freitod 25.10.1941                                                                                       |        | Eintrag auf stolpersteine-hamburg.de |
| Eppendorfer Landstraße 46 ·     | Rudolf Haurwitz                         | Hier wohnte Dr. Rudolf Haurwitz Jg. 1901 29.11.1936 Selbstmord |        | Eintrag auf stolpersteine-hamburg.de |
| Eppendorfer Landstraße 46 ·     | Henriette Hofmann geb. Ephraim          | Hier wohnte Henriette Hofmann geb. Ephraim Jg. 1877 deportiert 1941 Minsk ermordet                                                                                  |        | Eintrag auf stolpersteine-hamburg.de |
| Eppendorfer Landstraße 46 ·     | Martha Markus                           | Hier wohnte Martha Markus Jg. 1884 deportiert 1941 Łodz ermordet in Chelmno                                                                                         |        | Eintrag auf stolpersteine-hamburg.de |
| Eppendorfer Landstraße 46 ·     | Siegfried Marcus                        | Hier wohnte Siegfried Marcus Jg. 1880 deportiert 1941 Łodz ermordet                                                                                                 |        | Eintrag auf stolpersteine-hamburg.de |
| Eppendorfer Landstraße 46 ·     | Elsa Meyerhof geb. Müller               | Hier wohnte Elsa Meyerhof geb. Müller Jg. 1875 deportiert 1941 Riga ???                                                                                             |        | Eintrag auf stolpersteine-hamburg.de |
| Eppendorfer Landstraße 46 ·     | Käte Meyerhof                           | Hier wohnte Käte Meyerhof Jg. 1898 deportiert 1941 Riga ??? |        | Eintrag auf stolpersteine-hamburg.de |
| Eppendorfer Landstraße 46 ·     | Olga Reyersbach                         | Hier wohnte Olga Reyersbach Jg. 1885 deportiert 1941 Riga ??? |        | Eintrag auf stolpersteine-hamburg.de |
| Eppendorfer Landstraße 49 ·     | Karoline Schulz geb. Alsberg            | Hier wohnte Karoline Schulz geb. Alsberg Jg. 1881 gedemütigt/entrechtet Flucht in den Tod 28.3.1944                                                                 |        | Eintrag auf stolpersteine-hamburg.de |
| Eppendorfer Landstraße 56 ·     | Georg Gerson                            | Hier wohnte Georg Gerson Jg. 1861 deportiert 1942 Theresienstadt ermordet 14.9.1942                                                                                 |        | Eintrag auf stolpersteine-hamburg.de |
| Eppendorfer Landstraße 56 ·     | Helene Gerson geb. Löwenberg            | Hier wohnte Helene Gerson geb. Löwenberg Jg. 1863 deportiert 1942 Theresienstadt ermordet 4.12.1942                                                                 |        | Eintrag auf stolpersteine-hamburg.de |
| Eppendorfer Landstraße 56 ·     | Otto Sussmann                           | Hier wohnte Otto Sussmann Jg. 1895 verhaftet 1938 KZ Sachsenhausen ermordet 10.12.1938                                                                              |        | Eintrag auf stolpersteine-hamburg.de |
| Eppendorfer Landstraße 58 ·     | Gustav Heinrich Leo                     | Hier wohnte Dr. Gustav Heinrich Leo Jg. 1868 ermordet durch Medikamentenentzug KZ Fuhlsbüttel                                                                       |        | Eintrag auf stolpersteine-hamburg.de Ein weiterer Stolperstein befindet sich in Hamburg-Winterhude.                                                                           |
| Eppendorfer Landstraße 60 ·     | Kurt Löwengard                          | Hier wohnte Kurt Löwengard Jg. 1895 Flucht nach England tot 8.1.1940                                                                                                |        | Eintrag auf stolpersteine-hamburg.de |
| Eppendorfer Landstraße 62 ·     | Hannelore Gerstle                       | Hier wohnte Hannelore Gerstle Jg. 1924 eingewiesen 1934 Pflegeheim Vorwerk 1940 Langenhorn ‚verlegt‘ 23.9.1940 Landes-Pflegeanstalt Brandenburg ermordet Sept. 1940 |        | Eintrag auf stolpersteine-hamburg.de Ein weiterer Stolperstein befindet sich in Lübeck.                                                                                       |
| Eppendorfer Landstraße 62 ·     | Kurt Silberstein                        | Hier wohnte Kurt Silberstein Jg. 1898 deportiert 1942 Theresienstadt 1944 Auschwitz ermordet 10.2.1945 im KZ Dachau                                                 |        | Eintrag auf stolpersteine-hamburg.de Ein weiterer Stolperstein befindet sich in Hamburg-Rotherbaum.                                                                           |
| Eppendorfer Landstraße 63 ·     | Wilhelm Hirschel                        | Hier wohnte Wilhelm Hirschel Jg. 1892 deportiert 1945 Theresienstadt befreit                                                                                        |        | Eintrag auf stolpersteine-hamburg.de |
| Eppendorfer Landstraße 64 ·     | Erika Bein                              | Hier wohnte Erika Bein Jg. 1922 deportiert 1941 Minsk ermordet |        | Eintrag auf stolpersteine-hamburg.de |
| Eppendorfer Landstraße 64 ·     | Ernst Bein                              | Hier wohnte Dr. Ernst Bein Jg. 1887 deportiert 1941 Minsk ermordet                                                                                                  |        | Eintrag auf stolpersteine-hamburg.de |
| Eppendorfer Landstraße 64 ·     | Ursula Lore Bein                        | Hier wohnte Ursula Lore Bein Jg. 1925 Flucht 1939 Holland interniert 1943 Lager Vught deportiert Auschwitz ermordet 24.9.1943                                       |        | Eintrag auf stolpersteine-hamburg.de Siehe auch Ursula-Lore Bein und die Quäkerschule Eerde.                                                                                  |
| Eppendorfer Landstraße 74 ·     | Otto Abendstern                         | Hier wohnte Otto Abendstern Jg. 1904 Flucht Belgien Frankreich interniert Drancy deportiert 1942 Auschwitz ermordet 24.9.1942                                       |        | Eintrag auf stolpersteine-hamburg.de |
| Eppendorfer Landstraße 74 ·     | Hermann Hoefer                          | Hier wohnte Hermann Hoefer Jg. 1868 verhaftet 1944 Zuchthaus Coswig/Anhalt tot an Haftfolgen 13.12.1945                                                             |        | Eintrag auf stolpersteine-hamburg.de Ein weiterer Stolperstein befindet sich in Hamburg-Altstadt.                                                                             |
| Eppendorfer Landstraße 84 ·     | Heinz Adolf Abrahamssohn                | Hier wohnte Heinz Adolf Abrahamssohn Jg. 1923 deportiert 1941 Łodz ermordet 23.3.1943                                                                               |        | Eintrag auf stolpersteine-hamburg.de Siehe auch Haynstraße 36. |
| Eppendorfer Landstraße 84 ·     | Thekla Abrahamssohn geb. Abel           | Hier wohnte Thekla Abrahamssohn geb. Abel Jg. 1890 deportiert 1941 Łodz ermordet 11.4.1943                                                                          |        | Eintrag auf stolpersteine-hamburg.de |
| Eppendorfer Landstraße 84 ·     | Max Lippmann                            | Hier wohnte Max Lippmann Jg. 1873 deportiert 1942 Theresienstadt 1942 Treblinka ermordet                                                                            |        | Eintrag auf stolpersteine-hamburg.de |
| Eppendorfer Landstraße 84 ·     | Tony Lippmann geb. Cohn                 | Hier wohnte Tony Lippmann geb. Cohn Jg. 1873 deportiert 1942 Theresienstadt 1942 Treblinka ermordet                                                                 |        | Eintrag auf stolpersteine-hamburg.de |
| Eppendorfer Landstraße 84 ·     | Hedwig Rosenberg geb. Eckstein          | Hier wohnte Hedwig Rosenberg geb. Eckstein Jg. 1870 deportiert 1943 Theresienstadt ermordet 25.6.1943                                                               |        | Eintrag auf stolpersteine-hamburg.de |
| Eppendorfer Landstraße 86 ·     | Bernhard Goslar                         | Hier wohnte Bernhard Goslar Jg. 1881 Flucht interniert Drancy deportiert 1943 Majdanek ermordet                                                                     |        | Eintrag auf stolpersteine-hamburg.de |
| Eppendorfer Landstraße 86 ·     | Ruth Riess geb. Goslar                  | Hier wohnte Ruth Riess geb. Goslar Jg. 1912 Flucht 1933 Frankreich interniert Drancy deportiert 1942 ermordet in Auschwitz                                          |        | Eintrag auf stolpersteine-hamburg.de |
| Eppendorfer Landstraße 92 ·     | Gertrud Heymann geb. Heymann            | Hier wohnte Gertrud Heymann geb. Heymann Jg. 1882 deportiert 1942 Theresienstadt 1942 Treblinka ermordet                                                            |        | Eintrag auf stolpersteine-hamburg.de |
| Eppendorfer Landstraße 92 ·     | Gustav Heymann                          | Hier wohnte Gustav Heymann Jg. 1871 deportiert 1942 Theresienstadt 1942 Treblinka ermordet                                                                          |        | Eintrag auf stolpersteine-hamburg.de |
| Eppendorfer Landstraße 93 ·     | Ada Seligmann geb. Löwenstein           | Hier wohnte Ada Seligmann geb. Löwenstein Jg. 1894 deportiert 1942 Auschwitz 1944 ermordet                                                                          |        | Eintrag auf stolpersteine-hamburg.de |
| Eppendorfer Landstraße 93 ·     | Ellen Ruth Seligmann                    | Hier wohnte Ellen Ruth Seligmann Jg. 1923 deportiert 1942 Theresienstadt Auschwitz 1944 ermordet                                                                    |        | Eintrag auf stolpersteine-hamburg.de |
| Eppendorfer Landstraße 93 ·     | Jacob Seligmann                         | Hier wohnte Jacob Seligmann Jg. 1881 deportiert 1942 Theresienstadt Auschwitz 1944 ermordet                                                                         |        | Eintrag auf stolpersteine-hamburg.de |
| Eppendorfer Landstraße 98 ·     | Martha Löwenberg                        | Hier wohnte Martha Löwenberg Jg. 1861 deportiert 1942 Theresienstadt ermordet 5.11.1942                                                                             |        | Eintrag auf stolpersteine-hamburg.de |
| Eppendorfer Landstraße 132 ·    | Friedrich Gevert                        | Hier wohnte Friedrich Gevert Jg. 1899 verhaftet 1942 Strafgefängnis Wolfenbüttel tot 22.4.1945                                                                      |        | Eintrag auf stolpersteine-hamburg.de |
| Eppendorfer Landstraße 132 ·    | Eva Petersen                            | Hier wohnte Eva Petersen Jg. 1921 verhaftet KZ Fuhlsbüttel deportiert Ravensbrück ermordet 1942 in Auschwitz                                                        |        | Eintrag auf stolpersteine-hamburg.de |
| Erikastraße 79 ·                | Alfred Bielefeld                        | Hier wohnte Alfred Bielefeld Jg. 1874 deportiert 1941 Minsk ermordet                                                                                                |        | Eintrag auf stolpersteine-hamburg.de |
| Erikastraße 79 ·                | Helene Bielefeld geb. Cohn              | Hier wohnte Helene Bielefeld geb. Cohn Jg. 1878 deportiert 1941 Minsk ermordet                                                                                      |        | Eintrag auf stolpersteine-hamburg.de |
| Erikastraße 96 ·                | Alice de Sola geb. Pardo                | Hier wohnte Alice de Sola geb. Pardo Jg. 1878 Flucht 1938 Holland interniert Westerbork deportiert 1944 Theresienstadt ermordet 30.12.1944 Bergen-Belsen            |        | Eintrag auf stolpersteine-hamburg.de |
| Erikastraße 96 ·                | Helen de Sola                           | Hier wohnte Helen de Sola Jg. 1905 Flucht 1938 Holland interniert Westerbork deportiert 1944 Theresienstadt ermordet 15.2.1945 Bergen-Belsen                        |        | Eintrag auf stolpersteine-hamburg.de |
| Erikastraße 96 ·                | Hilda de Sola                           | Hier wohnte Hilda de Sola Jg. 1905 Flucht 1938 Holland interniert Westerbork deportiert 1944 Theresienstadt ermordet 12.2.1945 Bergen-Belsen                        |        | Eintrag auf stolpersteine-hamburg.de |
| Frickestraße 24 ·               | Lilly Bauer geb. Riess                  | Hier wohnte Lilly Bauer geb. Riess Jg. 1881 deportiert 1941 Minsk ???                                                                                               |        | Eintrag auf stolpersteine-hamburg.de |
| Frickestraße 24 ·               | Roland Behrend                          | Hier wohnte Dr. Roland Behrend Jg. 1875 deportiert 1942 Theresienstadt ermordet 22.3.1943                                                                           |        | Eintrag auf stolpersteine-hamburg.de Ein weiterer Stolperstein befindet sich in Hamburg-Harvestehude.                                                                         |
| Frickestraße 24 ·               | Erika Levy geb. Bos                     | Hier wohnte Erika Levy geb. Bos Jg. 1892 deportiert 1941 Riga ???                                                                                                   |        | Eintrag auf stolpersteine-hamburg.de |
| Geffckenstraße 6 ·              | Robert Bachmann                         | Hier wohnte Dr. Robert Bachmann Jg. 1883 1942 KZ Fuhlsbüttel deportiert 1942 Auschwitz                                                                              |        | Eintrag auf stolpersteine-hamburg.de Ein weiterer Stolperstein befindet sich in Hamburg-Harvestehude.                                                                         |
| Geffckenstraße 6 ·              | Nelly Juda                              | Hier wohnte Nelly Juda Jg. 1887 deportiert 1941 Łodz weiterdeportiert ???                                                                                           |        | Eintrag auf stolpersteine-hamburg.de |
| Geffckenstraße 6 ·              | Friedrich Stern                         | Hier wohnte Friedrich Stern Jg. 1890 deportiert 1941 Minsk ??? |        | Eintrag auf stolpersteine-hamburg.de |
| Geffckenstraße 6 ·              | Mathilde Stern geb. Grünebaum           | Hier wohnte Mathilde Stern geb. Grünebaum Jg. 1892 deportiert 1941 Minsk ???                                                                                        |        | Eintrag auf stolpersteine-hamburg.de |
| Geffckenstraße 15 ·             | Eduard Pulvermann                       | Hier wohnte Eduard Pulvermann Jg. 1882 Gestapohaft ermordet 9.4.1944 KZ Neuengamme                                                                                  |        | Eintrag auf stolpersteine-hamburg.de |
| Geffckenstraße 23 ·             | Rosalie Arendt                          | Hier wohnte Rosalie Arendt Jg. 1867 deportiert 1942 Theresienstadt tot an Haftfolgen 1945                                                                           |        | Eintrag auf stolpersteine-hamburg.de |
| Geffckenstraße 30 ·             | Alba Anna Franzius geb. Silbiger        | Hier wohnte Alba Anna Franzius geb. Silbiger Jg. 1879 gedemütigt/entrechtet Flucht in den Tod 12.12.1941                                                            |        | Eintrag auf stolpersteine-hamburg.de |
| Geschwister-Scholl-Straße 56 ·  | Walter Schulz                           | Hier wohnte Walter Schulz Jg. 1928 verhaftet 8.10.1943 Gefängnis Herford tot 10. Mai 1945                                                                           |        | Eintrag auf stolpersteine-hamburg.de |
| Geschwister-Scholl-Straße 64 ·  | Hans Emil Bajohr                        | Hier wohnte Hans Emil Bajohr Jg. 1890 verhaftet 19.2.1944 ‚Vorbereitung Hochverrat‘ Gefängnis Fuhlsbüttel Neuengamme ermordet April 1945                            |        | Eintrag auf stolpersteine-hamburg.de |
| Geschwister-Scholl-Straße 71 ·  | Max Mordechai Nadel                     | Hier wohnte Max Mordechai Nadel Jg. 1884 verhaftet 1938 Gefängnis Hamburg deportiert Auschwitz ermordet 13.2.1943                                                   |        | Eintrag auf stolpersteine-hamburg.de |
| Geschwister-Scholl-Straße 71 ·  | Siegfried Nadel                         | Hier wohnte Siegfried Nadel Jg. 1903 verhaftet 1939 KZ Sachsenhausen ermordet 8.10.1942                                                                             |        | Eintrag auf stolpersteine-hamburg.de |
| Geschwister-Scholl-Straße 94 ·  | August Bruns                            | Hier wohnte August Bruns Jg. 1909 im Widerstand/KPD verhaftet 23.2.1935 KZ Fuhlsbüttel Esterwegen, Börgermoor 1942 Strafbataillon 999 überlebt                      |        | Eintrag auf stolpersteine-hamburg.de |
| Geschwister-Scholl-Straße 131 · | Luise von der Heide geb. Lorenz         | Hier wohnte Luise von der Heide geb. Lorenz Jg. 1905 eingewiesen 1942 Heilanstalt Langenhorn ‚verlegt‘ 29.6.1943 Heilanstalt Hadamar ermordet 29.6.1944             |        | Eintrag auf stolpersteine-hamburg.de |
| Goernestraße 2 ·                | Gerd Cohn                               | Hier wohnte Gerd Cohn Jg. 1926 deportiert 1941 Minsk 1944 Flossenbürg ermordet                                                                                      |        | Eintrag auf stolpersteine-hamburg.de |
| Goernestraße 2 ·                | Otto Cohn                               | Hier wohnte Otto Cohn Jg. 1898 deportiert 1941 ermordet in Minsk |        | Eintrag auf stolpersteine-hamburg.de |
| Goernestraße 2 ·                | Vera Cohn                               | Hier wohnte Vera Cohn Jg. 1928 deportiert 1941 ermordet in Minsk |        | Eintrag auf stolpersteine-hamburg.de |
| Goernestraße 4 ·                | Sophie Hess geb. Hess                   | Hier wohnte Sophie Hess geb. Hess Jg. 1876 gedemütigt/entrechtet Flucht in den Tod 21.11.1941                                                                       |        | Eintrag auf stolpersteine-hamburg.de |
| Goernestraße 4 ·                | Fredy Norbert Wiener                    | Hier wohnte Fredy Norbert Wiener Jg. 1901 Flucht 1933 Palästina |        | Eintrag auf stolpersteine-hamburg.de |
| Goernestraße 4 ·                | Kurt Egon Wiener                        | Hier wohnte Kurt Egon Wiener Jg. 1903 Flucht 1933 Palästina |        | Eintrag auf stolpersteine-hamburg.de |
| Goernestraße 6 ·                | Anna Caspary geb. Lychenheim            | Hier wohnte Anna Caspary geb. Lychenheim Jg. 1880 Flucht 1939 Belgien interniert Mechelen deportiert 1943 ermordet in Auschwitz                                     |        | Eintrag auf stolpersteine-hamburg.de |
| Goernestraße 8 ·                | Eugenie Brückmann geb. Seckel           | Hier wohnte Eugenie Brückmann geb. Seckel Jg. 1868 gedemütigt/entrechtet Flucht in den Tod 14.7.1942                                                                |        | Eintrag auf stolpersteine-hamburg.de |
| Goernestraße 10 ·               | Berta Bernhardt geb. Katz               | Hier wohnte Berta Bernhardt geb. Katz Jg. 1884 deportiert 1941 Łodz/Litzmannstadt Chelmno/Kulmhof ermordet 10.5.1942                                                |        | Eintrag auf stolpersteine-hamburg.de |
| Goernestraße 10 ·               | Irma Holländer geb. Lagus               | Hier wohnte Irma Holländer geb. Lagus Jg. 1897 deportiert 1941 Łodz ermordet in Chelmno                                                                             |        | Eintrag auf stolpersteine-hamburg.de |
| Goernestraße 12 ·               | Hugo Henle                              | Hier wohnte Hugo Henle Jg. 1883 deportiert 1942 Theresienstadt ermordet 16.9.1942                                                                                   |        | Eintrag auf stolpersteine-hamburg.de |
| Goernestraße 12 ·               | Martha Hesse geb. Baruch                | Hier wohnte Martha Hesse geb. Baruch Jg. 1908 deportiert 1943 Bergen-Belsen ermordet 1.3.1945                                                                       |        | Eintrag auf stolpersteine-hamburg.de |
| Goernestraße 12 ·               | Nathan Hesse                            | Hier wohnte Nathan Hesse Jg. 1905 deportiert 1943 Bergen-Belsen ermordet 19.1.1945                                                                                  |        | Eintrag auf stolpersteine-hamburg.de |
| Gustav-Leo-Straße 2 ·           | Elfriede Ellen Benjamin geb. Cohn       | Hier wohnte Elfriede Ellen Benjamin geb. Cohn Jg. 1912 deportiert 1942 Theresienstadt ermordet                                                                      |        | Eintrag auf stolpersteine-hamburg.de |
| Gustav-Leo-Straße 2 ·           | Jardena Benjamin                        | Hier wohnte Jardena Benjamin Jg. 1932 deportiert 1942 Theresienstadt 1944 Auschwitz ermordet                                                                        |        | Eintrag auf stolpersteine-hamburg.de |
| Gustav-Leo-Straße 2 ·           | Ruben Benjamin                          | Hier wohnte Ruben Benjamin Jg. 1934 deportiert 1942 Theresienstadt 1944 Auschwitz ermordet                                                                          |        | Eintrag auf stolpersteine-hamburg.de |
| Gustav-Leo-Straße 4 ·           | Anna Rosenbaum                          | Hier wohnte Anna Rosenbaum Jg. 1893 deportiert 1941 Łodz 1942 weiterdeportiert ermordet                                                                             |        | Eintrag auf stolpersteine-hamburg.de |
| Gustav-Leo-Straße 4 ·           | Anna Schönfeld geb. Falk                | Hier wohnte Anna Schönfeld geb. Falk Jg. 1875 deportiert 1942 Theresienstadt ermordet 21.3.1943                                                                     |        | Eintrag auf stolpersteine-hamburg.de |
| Gustav-Leo-Straße 4 ·           | Felix-Manfred Schönfeld                 | Hier wohnte Felix-Manfred Schönfeld Jg. 1869 deportiert 1942 Theresienstadt ermordet 27.12.1942                                                                     |        | Eintrag auf stolpersteine-hamburg.de |
| Gustav-Leo-Straße 7 ·           | Manfred Heckscher                       | Hier wohnte Dr. Manfred Heckscher Jg. 1886 Haft 1939–1942 Zuchthaus Fuhlsbüttel deportiert 1942 Auschwitz ermordet 10.1.1943                                        |        | Eintrag auf stolpersteine-hamburg.de |
| Gustav-Leo-Straße 9 ·           | Agathe Lasch                            | Hier wohnte Dr. Agathe Lasch Jg. 1879 verhaftet Haft in Berlin deportiert 1942 Riga ermordet 18.8.1942                                                              |        | Eintrag auf stolpersteine-hamburg.de Weitere Stolpersteine befinden sich in Hamburg-Rotherbaum und Berlin-Schmargendorf.                                                      |
| Gustav-Leo-Straße 14 ·          | Ludwig Leo Jacobson                     | Hier wohnte Ludwig Leo Jacobson Jg. 1895 Flucht 1938 Holland deportiert 1943 Auschwitz ermordet                                                                     |        | Eintrag auf stolpersteine-hamburg.de |
| Haynstraße 1 ·                  | Elsa Schickler geb. Berg                | Hier wohnte Elsa Schickler geb. Berg Jg. 1877 deportiert 1941 ermordet in Riga                                                                                      |        | Eintrag auf stolpersteine-hamburg.de |
| Haynstraße 1 ·                  | Paula Sternberg                         | Hier wohnte Paula Sternberg Jg. 1867 deportiert 1942 Theresienstadt ermordet 1942 Minsk                                                                             |        | Eintrag auf stolpersteine-hamburg.de |
| Haynstraße 2 ·                  | Betty Oettinger geb. Ettinghausen       | Hier wohnte Betty Oettinger geb. Ettinghausen Jg. 1907 Flucht 1933 Holland interniert Westerbork deportiert 1944 Theresienstadt 1944 Auschwitz ermordet             |        | Eintrag auf stolpersteine-hamburg.de |
| Haynstraße 2 ·                  | Ellinor Oettinger                       | Hier wohnte Ellinor Oettinger Jg. 1929 Flucht 1933 Holland interniert Westerbork deportiert 1944 Theresienstadt 1944 Auschwitz ermordet                             |        | Eintrag auf stolpersteine-hamburg.de |
| Haynstraße 2 ·                  | Herbert Oettinger                       | Hier wohnte Herbert Oettinger Jg. 1896 Flucht 1933 Holland interniert Westerbork deportiert 1944 Theresienstadt 1944 Auschwitz ermordet                             |        | Eintrag auf stolpersteine-hamburg.de |
| Haynstraße 2 ·                  | Ralf Joseph Oettinger                   | Hier wohnte Ralf Joseph Oettinger Jg. 1933 geboren in Holland interniert Westerbork deportiert 1944 Theresienstadt 1944 Auschwitz ermordet                          |        | Eintrag auf stolpersteine-hamburg.de |
| Haynstraße 5 ·                  | Liselotte Brinitzer                     | Hier wohnte Liselotte Brinitzer Jg 1921 Flucht 1939 Holland versteckt gelebt befreit                                                                                |        | Eintrag auf stolpersteine-hamburg.de |
| Haynstraße 5 ·                  | Fanny David                             | Hier wohnte Fanny David Jg. 1892 deportiert 1943 Theresienstadt ermordet in Auschwitz                                                                               |        | Eintrag auf stolpersteine-hamburg.de |
| Haynstraße 5 ·                  | Arno Glassmann                          | Hier wohnte Arno Glassmann Jg. 1898 deportiert 1941 Minsk ??? |        | Eintrag auf stolpersteine-hamburg.de |
| Haynstraße 5 ·                  | Kurt Glassmann                          | Hier wohnte Kurt Glassmann Jg. 1900 eingewiesen 1940 Heilanstalt Langenhorn ‚verlegt‘ 23.9.1940 Brandenburg ermordet 23.9.1940 ‚Aktion T4‘                          |        | Eintrag auf stolpersteine-hamburg.de |
| Haynstraße 5 ·                  | Helene Herzberg geb. Hope               | Hier wohnte Helene Herzberg geb. Hope Jg. 1867 Flucht 1939 Holland interniert Westerbork deportiert 1943 Sobibor ermordet 23.7.1943                                 |        | Eintrag auf stolpersteine-hamburg.de |
| Haynstraße 5 ·                  | Jacob Holz                              | Hier wohnte Jacob Holz Jg. 1874 deportiert 1941 Riga ??? |        | Eintrag auf stolpersteine-hamburg.de |
| Haynstraße 5 ·                  | Eleonore Holz geb. Reiss                | Hier wohnte Eleonore Holz geb. Reiss Jg. 1882 deportiert 1941 Riga ???                                                                                              |        | Eintrag auf stolpersteine-hamburg.de |
| Haynstraße 5 ·                  | Antonie Fanny Riess geb. Popert         | Hier wohnte Antonie Fanny Riess geb. Popert Jg. 1875 gedemütigt/entrechtet Flucht in den Tod 25.3.1942                                                              |        | Eintrag auf stolpersteine-hamburg.de |
| Haynstraße 5 ·                  | Helma Wehl                              | Hier wohnte Helma Wehl Jg. 1907 deportiert 1941 Riga weiterdeportiert KZ Stutthof ???                                                                               |        | Eintrag auf stolpersteine-hamburg.de |
| Haynstraße 5 ·                  | Irma Zancker geb. David                 | Hier wohnte Irma Zancker geb. David Jg. 1901 deportiert 1943 Theresienstadt 1944 Auschwitz                                                                          |        | Eintrag auf stolpersteine-hamburg.de Ein weiterer Stolperstein befindet sich in Hamburg-Winterhude.                                                                           |
| Haynstraße 7 ·                  | Gertrud Blut                            | Hier wohnte Gertrud Blut Jg. 1889 1941 KZ Fuhlsbüttel deportiert 1941 Minsk ???                                                                                     |        | Eintrag auf stolpersteine-hamburg.de |
| Haynstraße 7 ·                  | Hannchen Fromme geb. Hoffmann           | Hier wohnte Hannchen Fromme geb. Hoffmann Jg. 1878 deportiert 1941 Minsk ermordet                                                                                   |        | Eintrag auf stolpersteine-hamburg.de |
| Haynstraße 7 ·                  | Bianca Levy geb. von Halle              | Hier wohnte Bianca Levy geb. von Halle Jg. 1882 deportiert 1941 Riga ermordet                                                                                       |        | Eintrag auf stolpersteine-hamburg.de |
| Haynstraße 7 ·                  | Ilse Victor geb. Abraham                | Hier wohnte Ilse Victor geb. Abraham Jg. 1900 Flucht 1937 Holland interniert Westerbork deportiert 1943 Sobibor ermordet                                            |        | Eintrag auf stolpersteine-hamburg.de |
| Haynstraße 7 ·                  | Manfred Victor                          | Hier wohnte Manfred Victor Jg. 1886 Flucht 1937 Holland interniert Westerbork deportiert 1943 Sobibor ermordet                                                      |        | Eintrag auf stolpersteine-hamburg.de |
| Haynstraße 8 ·                  | Erich Rosenberg                         | Hier wohnte Erich Rosenberg Jg. 1924 deportiert 1941 ermordet in Riga                                                                                               |        | Eintrag auf stolpersteine-hamburg.de |
| Haynstraße 8 ·                  | Hellmuth Rosenberg                      | Hier wohnte Hellmuth Rosenberg Jg. 1921 deportiert 1941 ermordet in Łodz                                                                                            |        | Eintrag auf stolpersteine-hamburg.de |
| Haynstraße 8 ·                  | Julius Rosenberg                        | Hier wohnte Julius Rosenberg Jg. 1880 gedemütigt/entrechtet Flucht in den Tod 28.4.1940                                                                             |        | Eintrag auf stolpersteine-hamburg.de |
| Haynstraße 9 ·                  | Alfred Behr                             | Hier wohnte Alfred Behr Jg. 1902 gedemütigt/entrechtet Flucht 1939 USA                                                                                              |        | Eintrag auf stolpersteine-hamburg.de |
| Haynstraße 9 ·                  | Claus Behr                              | Hier wohnte Claus Behr Jg. 1926 gedemütigt/entrechtet Kindertransport 1939 England                                                                                  |        | Eintrag auf stolpersteine-hamburg.de |
| Haynstraße 9 ·                  | Edith Behr geb. Baruch                  | Hier wohnte Edith Behr geb. Baruch Jg. 1908 gedemütigt/entrechtet Flucht 1939 USA                                                                                   |        | Eintrag auf stolpersteine-hamburg.de |
| Haynstraße 9 ·                  | Ursel Behr                              | Hier wohnte Ursel Behr Jg. 1924 gedemütigt/entrechtet Kindertransport 1939 England                                                                                  |        | Eintrag auf stolpersteine-hamburg.de |
| Haynstraße 9 ·                  | Käthe Goldschmidt                       | Hier wohnte Käthe Goldschmidt Jg. 1902 deportiert 1942 ermordet in Auschwitz                                                                                        |        | Eintrag auf stolpersteine-hamburg.de |
| Haynstraße 9 ·                  | Elisa Groth geb. Goldschmidt            | Hier wohnte Elisa Groth geb. Goldschmidt Jg. 1882 deportiert 1942 ermordet in Auschwitz                                                                             |        | Eintrag auf stolpersteine-hamburg.de |
| Haynstraße 9 ·                  | Kurt Henry Teitelbaum geb. Goldschmidt  | Hier wohnte Kurt Henry Teitelbaum Jg. 1923 Kindertransport 1939 Schottland                                                                                          |        | Eintrag auf stolpersteine-hamburg.de |
| Haynstraße 10 ·                 | Gertrud Brühl geb. Treumann             | Hier wohnte Gertrud Brühl geb. Treumann Jg. 1870 deportiert 1942 Theresienstadt ermordet 23.8.1942                                                                  |        | Eintrag auf stolpersteine-hamburg.de |
| Haynstraße 10 ·                 | Wilhelm Cohn                            | Hier wohnte Wilhelm Cohn Jg. 1873 gedemütigt/entrechtet Flucht in den Tod 15.7.1942                                                                                 |        | Eintrag auf stolpersteine-hamburg.de |
| Haynstraße 10 ·                 | Olga Delbanco                           | Hier wohnte Olga Delbanco Jg. 1876 deportiert 1941 Minsk ermordet                                                                                                   |        | Eintrag auf stolpersteine-hamburg.de |
| Haynstraße 10 ·                 | Hermann Falkenstein                     | Hier wohnte Hermann Falkenstein Jg. 1894 Haft 1939–40 Fuhlsbüttel Haft 1940–43 Bremen Bützow-Dreibergen ermordet 30.1.1943 Auschwitz                                |        | Eintrag auf stolpersteine-hamburg.de |
| Haynstraße 10 ·                 | Josefine Holländer geb. Israel          | Hier wohnte Josefine Holländer geb. Israel Jg. 1874 deportiert 1942 Theresienstadt ermordet 3.5.1944                                                                |        | Eintrag auf stolpersteine-hamburg.de |
| Haynstraße 10 ·                 | Fanny Kallmes geb. Nathan               | Hier wohnte Fanny Kallmes geb. Nathan Jg. 1871 gedemütigt/entrechtet Flucht in den Tod 16.7.1942                                                                    |        | Eintrag auf stolpersteine-hamburg.de |
| Haynstraße 10 ·                 | Elfriede Ruben                          | Hier wohnte Elfriede Ruben Jg. 1885 deportiert 1941 Łodz ermordet in Chelmno                                                                                        |        | Eintrag auf stolpersteine-hamburg.de |
| Haynstraße 11 ·                 | Erich Siegfried Frensdorff              | Hier wohnte Erich Siegfried Frensdorff Jg. 1924 deportiert 1941 Łodz weiterdeportiert ermordet                                                                      |        | Eintrag auf stolpersteine-hamburg.de |
| Haynstraße 11 ·                 | Lilly Frensdorff geb. Ballin            | Hier wohnte Lilly Frensdorff geb. Ballin Jg. 1894 deportiert 1941 Łodz weiterdeportiert ermordet                                                                    |        | Eintrag auf stolpersteine-hamburg.de |
| Haynstraße 11 ·                 | Louis Frensdorff                        | Hier wohnte Louis Frensdorff Jg. 1894 deportiert 1941 Łodz ermordet 5.4.1942                                                                                        |        | Eintrag auf stolpersteine-hamburg.de |
| Haynstraße 11 ·                 | Alfred Leven                            | Hier wohnte Alfred Leven Jg. 1902 deportiert 1941 Łodz weiterdeportiert ???                                                                                         |        | Eintrag auf stolpersteine-hamburg.de |
| Haynstraße 11 ·                 | Inge Leven geb. Frensdorff              | Hier wohnte Inge Leven geb. Frensdorff Jg. 1921 deportiert 1941 Łodz weiterdeportiert ???                                                                           |        | Eintrag auf stolpersteine-hamburg.de |
| Haynstraße 11 ·                 | Tana Leven                              | Hier wohnte Tana Leven Jg. 1940 deportiert 1941 Łodz 1942 weiterdeportiert ???                                                                                      |        | Eintrag auf stolpersteine-hamburg.de |
| Haynstraße 13 ·                 | Gertrud Abraham                         | Hier wohnte Gertrud Abraham Jg. 1898 Flucht 1939 Holland interniert Westerbork deportiert 1942 Auschwitz ermordet                                                   |        | Eintrag auf stolpersteine-hamburg.de |
| Haynstraße 13 ·                 | Jeanette Abraham geb. Porges            | Hier wohnte Jeanette Abraham geb. Porges Jg. 1862 Flucht 1938 Holland interniert Westerbork deportiert 1943 Sobibor ermordet                                        |        | Eintrag auf stolpersteine-hamburg.de |
| Haynstraße 13 ·                 | Helene Israel geb. David                | Hier wohnte Helene Israel geb. David Jg. 1896 deportiert 1941 ermordet in Minsk                                                                                     |        | Eintrag auf stolpersteine-hamburg.de |
| Haynstraße 13 ·                 | Ida Levy geb. Winterberger              | Hier wohnte Ida Levy geb. Winterberger Jg. 1883 deportiert 1942 Theresienstadt 1942 Treblinka ermordet                                                              |        | Eintrag auf stolpersteine-hamburg.de |
| Haynstraße 13 ·                 | Ludwig Levy                             | Hier wohnte Ludwig Levy Jg. 1875 ‚Schutzhaft‘ 1938 KZ Sachsenhausen deportiert 1942 Theresienstadt Treblinka ermordet 1942                                          |        | Eintrag auf stolpersteine-hamburg.de |
| Haynstraße 15 ·                 | Gertrud Becher geb. Thilo               | Hier wohnte Gertrud Becher geb. Thilo Jg. 1884 deportiert 1941 Riga ???                                                                                             |        | Eintrag auf stolpersteine-hamburg.de Siehe auch Beim Andreasbrunnen 9. |
| Haynstraße 15 ·                 | Rosa Levy geb. Levien                   | Hier wohnte Rosa Levy geb. Levien Jg. 1869 deportiert 1942 Theresienstadt ermordet in Treblinka                                                                     |        | Eintrag auf stolpersteine-hamburg.de |
| Haynstraße 15 ·                 | Benny ‚Benno‘ Nathan                    | Hier wohnte Benny ‚Benno‘ Nathan Jg. 1874 deportiert 1941 Riga ermordet                                                                                             |        | Eintrag auf stolpersteine-hamburg.de |
| Haynstraße 15 ·                 | Bernhard Nathan                         | Hier wohnte Bernhard Nathan Jg. 1904 1944 Arbeitslager Bismarckhütte ???                                                                                            |        | Eintrag auf stolpersteine-hamburg.de |
| Haynstraße 15 ·                 | Käthe Nathan geb. Meier                 | Hier wohnte Käthe Nathan geb. Meier Jg. 1891 deportiert 1941 Riga ???                                                                                               |        | Eintrag auf stolpersteine-hamburg.de |
| Haynstraße 19 ·                 | Ida Heymann                             | Hier wohnte Ida Heymann Jg. 1877 gedemütigt/entrechtet Flucht in den Tod 7.11.1941                                                                                  |        | Eintrag auf stolpersteine-hamburg.de |
| Haynstraße 19 ·                 | Bernhard Heymann                        | Hier wohnte Bernhard Heymann Jg. 1878 gedemütigt/entrechtet Flucht in den Tod 7.11.1941                                                                             |        | Eintrag auf stolpersteine-hamburg.de |
| Haynstraße 19 ·                 | Bertha Heymann                          | Hier wohnte Bertha Heymann Jg. 1875 gedemütigt/entrechtet Flucht in den Tod 7.11.1941                                                                               |        | Eintrag auf stolpersteine-hamburg.de |
| Haynstraße 21 ·                 | Adolf ‚Adi‘ Ambor                       | Hier wohnte Adolf ‚Adi‘ Ambor Jg. 1917 emigriert Frankreich deportiert 1943 verschollen in Majdanek                                                                 |        | Eintrag auf stolpersteine-hamburg.de |
| Haynstraße 25 ·                 | Hans-Joachim Kubel                      | Hier wohnte Hans-Joachim Kubel Jg. 1905 deportiert KZ Lublin ermordet 4.3.1944                                                                                      |        | Eintrag auf stolpersteine-hamburg.de |
| Haynstraße 26 ·                 | Moritz Blumenthal                       | Hier wohnte Moritz Blumenthal Jg. 1879 Flucht Frankreich deportiert 1942 Auschwitz ermordet                                                                         |        | Eintrag auf stolpersteine-hamburg.de |
| Haynstraße 29 ·                 | Helene Freund geb. Pincus               | Hier wohnte Helene Freund geb. Pincus Jg. 1876 deportiert 1942 Theresienstadt 1942 Treblinka ermordet                                                               |        | Eintrag auf stolpersteine-hamburg.de |
| Haynstraße 29 ·                 | Hermann Freund                          | Hier wohnte Hermann Freund Jg. 1872 deportiert 1942 Theresienstadt 1942 Treblinka ermordet                                                                          |        | Eintrag auf stolpersteine-hamburg.de |
| Haynstraße 29 ·                 | Lothar Freund                           | Hier wohnte Dr. Lothar Freund Jg. 1903 Flucht 1933 Frankreich interniert Drancy deportiert 1942 ermordet in Auschwitz                                               |        | Eintrag auf stolpersteine-hamburg.de |
| Haynstraße 29 ·                 | Euphrosine Jaques                       | Hier wohnte Euphrosine Jaques Jg. 1871 deportiert 1942 Theresienstadt tot 28.1.1944                                                                                 |        | Eintrag auf stolpersteine-hamburg.de |
| Haynstraße 29 ·                 | Hedwig Rosskamm                         | Hier wohnte Hedwig Rosskamm Jg. 1881 deportiert 1941 Łodz ermordet 27.5.1942                                                                                        |        | Eintrag auf stolpersteine-hamburg.de |
| Haynstraße 32 ·                 | Selma Horwitz geb. Levy                 | Hier wohnte Selma Horwitz geb. Levy Jg. 1877 deportiert 1941 Lodz/Litzmannstadt ermordet 13.7.1942                                                                  |        | Eintrag auf stolpersteine-hamburg.de |
| Haynstraße 32 ·                 | Joseph Levy                             | Hier wohnte Joseph Levy Jg. 1872 eingewiesen 1928 Heilanstalt Langenhorn ‚verlegt‘ 26.9.1940 Brandenburg ermordet 23.9.1940 ‚Aktion T4‘                             |        | Eintrag auf stolpersteine-hamburg.de |
| Haynstraße 32 ·                 | Bertha Strauss geb. Levy                | Hier wohnte Bertha Strauss geb. Levy verw. Bloch Jg. 1879 deportiert 1941 Lodz/Litzmannstadt ermordet                                                               |        | Eintrag auf stolpersteine-hamburg.de |
| Haynstraße 33 ·                 | Hilda Lippmann geb. Bock                | Hier wohnte Hilda Lippmann geb. Bock Jg. 1896 deportiert 1941 Riga ermordet                                                                                         |        | |
| Haynstraße 36 ·                 | Heinz Adolf Abrahamssohn                | Hier wohnte Heinz Adolf Abrahamsohn Jg. 1923 deportiert 1941 Łodz ermordet 23.3.1943                                                                                |        | Eintrag auf stolpersteine-hamburg.de Nachname auf dem Stein falsch geschrieben. Siehe auch Eppendorfer Landstraße 84.                                                         |
| Hegestieg 1 ·                   | Ella Braunschweiger                     | Hier wohnte Ella Braunschweiger Jg. 1891 deportiert 1941 Łodz-Chelmno ermordet 11.9.1942                                                                            |        | Eintrag auf stolpersteine-hamburg.de |
| Hegestieg 1 ·                   | Liselotte Braunschweiger                | Hier wohnte Liselotte Braunschweiger Jg. 1923 deportiert 1941 Łodz ???                                                                                              |        | Eintrag auf stolpersteine-hamburg.de |
| Hegestieg 1 ·                   | Marcus Braunschweiger                   | Hier wohnte Marcus Braunschweiger Jg. 1880 deportiert 1941 Łodz 1941 weiterdep. ???                                                                                 |        | Eintrag auf stolpersteine-hamburg.de |
| Hegestieg 12 ·                  | Aron Leopold Müller                     | Hier wohnte Aron Leopold Müller Jg. 1891 ‚Schutzhaft‘ 1938 KZ Sachsenhausen gedemütigt/entrechtet Flucht 1941 USA tot 21.8.1942                                     |        | Eintrag auf stolpersteine-hamburg.de |
| Hegestieg 12 ·                  | Marianne Müller geb. Polack             | Hier wohnte Marianne Müller geb. Polack Jg. 1893 deportiert 1941 Riga-Jungfernhof ermordet                                                                          |        | Eintrag auf stolpersteine-hamburg.de |
| Hegestieg 12 ·                  | Minna Müller geb. Engel                 | Hier wohnte Minna Müller geb. Engel Jg. 1862 deportiert 1943 Theresienstadt ermordet 18.2.1944                                                                      |        | Eintrag auf stolpersteine-hamburg.de |
| Hegestieg 14 ·                  | Wilhelm Bock                            | Hier wohnte Wilhelm Bock Jg. 1886 verhaftet 1938 ‚Hochverrat‘ 1938 Gefängnis Fuhlsbüttel 1940 Sachsenhausen ermordet 21.8.1940                                      |        | Eintrag auf stolpersteine-hamburg.de Ein weiterer Stolperstein befindet sich in Hamburg-St. Georg.                                                                            |
| Hegestieg 14 ·                  | Charlotte Fraenkel                      | Hier wohnte Charlotte Fraenkel geb. Levy Jg. 1885 deportiert 1942 Theresienstadt tot 26.11.1943                                                                     |        | Eintrag auf stolpersteine-hamburg.de |
| Hegestieg 14 ·                  | Ernst Fraenkel                          | Hier wohnte Dr. Ernst Fraenkel Jg. 1872 deportiert 1942 Theresienstadt tot 16.6.1943                                                                                |        | Eintrag auf stolpersteine-hamburg.de Ein weiterer Stolperstein befindet sich in Hamburg-Hohenfelde.                                                                           |
| Hegestraße 27 ·                 | Flora Joseph geb. Liepmann              | Hier wohnte Flora Joseph geb. Liepmann Jg. 1866 deportiert 1942 Theresienstadt ermordet 21.8.1942                                                                   |        | Eintrag auf stolpersteine-hamburg.de |
| Hegestraße 27 ·                 | Gustav Rosenstein                       | Hier wohnte Gustav Rosenstein Jg. 1881 deportiert 1941 Łodz ermordet 6.3.1942                                                                                       |        | Eintrag auf stolpersteine-hamburg.de |
| Hegestraße 27 ·                 | Emilie Lilly Rosenstein geb. Joseph     | Hier wohnte Emilie Lilly Rosenstein geb. Joseph Jg. 1886 deportiert 1941 Łodz ???                                                                                   |        | Eintrag auf stolpersteine-hamburg.de |
| Hegestraße 27 ·                 | Lilly Windmüller                        | Hier wohnte Lilly Windmüller Jg. 1904 deportiert 1941 Łodz ??? |        | Eintrag auf stolpersteine-hamburg.de |
| Hegestraße 39 ·                 | Ernst Goldschmidt                       | Hier wohnte Ernst Goldschmidt Jg. 1875 deportiert 1941 Riga ??? |        | Eintrag auf stolpersteine-hamburg.de |
| Hegestraße 39 ·                 | Henriette Meidner                       | Hier wohnte Henriette Meidner Jg. 1858 deportiert 1942 Theresienstadt ermordet 4.10.1942                                                                            |        | Eintrag auf stolpersteine-hamburg.de |
| Hegestraße 39 ·                 | Gertrud Ruppin geb. Windmüller          | Hier wohnte Gertrud Ruppin geb. Windmüller Jg. 1885 deportiert 1941 Riga ???                                                                                        |        | Eintrag auf stolpersteine-hamburg.de |
| Hegestraße 39 ·                 | Rosalie Strauss geb. Cramer             | Hier wohnte Rosalie Strauss geb. Cramer Jg. 1858 deportiert 1943 Theresienstadt ermordet 2.12.1943                                                                  |        | Eintrag auf stolpersteine-hamburg.de |
| Hegestraße 39 ·                 | Egele Windmüller                        | Hier wohnte Egele Windmüller Jg. 1877 entrechtet/gedemütigt Flucht in den Tod 25.10.1941                                                                            |        | Eintrag auf stolpersteine-hamburg.de |
| Hegestraße 39 ·                 | Franz Wolff                             | Hier wohnte Franz Wolff Jg. 1865 deportiert 1942 Theresienstadt ermordet 7.6.1943                                                                                   |        | Eintrag auf stolpersteine-hamburg.de |
| Hegestraße 39 ·                 | Luise Wolff geb. Burchard               | Hier wohnte Luise Wolff geb. Burchard Jg. 1878 deportiert 1942 Theresienstadt 1944 Auschwitz ermordet                                                               |        | Eintrag auf stolpersteine-hamburg.de |
| Hegestraße 41 ·                 | John Kronach                            | Hier wohnte John Kronach Jg. 1874 Freitod 14.7.1942 |        | Eintrag auf stolpersteine-hamburg.de |
| Heilwigstraße 134 ·             | Ernst Cramer                            | Hier wohnte Ernst Cramer Jg. 1878 gedemütigt/entrechtet Flucht in den Tod 24.2.1939                                                                                 |        | Eintrag auf stolpersteine-hamburg.de |
| Husumer Straße 33 ·             | Isaac Meyer                             | Hier wohnte Isaac Meyer Jg. 1865 gedemütigt/entrechtet tot 12.2.1941 vor Deportation                                                                                |        | Eintrag auf stolpersteine-hamburg.de |
| Husumer Straße 33 ·             | Jenny Meyer geb. Aron                   | Hier wohnte Jenny Meyer geb. Aron Jg. 1877 deportiert 1941 ermordet in Riga                                                                                         |        | Eintrag auf stolpersteine-hamburg.de |
| Husumer Straße 37 ·             | Bertha Beschütz geb. Eichenholz         | Hier wohnte Bertha Beschütz geb. Eichenholz Jg. 1850 tot 13.12.1941 in Hamburg                                                                                      |        | Eintrag auf stolpersteine-hamburg.de Ein weiterer Stolperstein befindet sich in Hamburg-Eimsbüttel.                                                                           |
| Husumer Straße 37 ·             | Clara Beschütz                          | Hier wohnte Clara Beschütz Jg. 1877 deportiert 1941 Riga ??? |        | Eintrag auf stolpersteine-hamburg.de |
| Husumer Straße 37 ·             | Marie Beschütz                          | Hier wohnte Marie Beschütz Jg. 1882 deportiert 1941 Riga ??? |        | Eintrag auf stolpersteine-hamburg.de |
| Husumer Straße 37 ·             | Olga Beschütz                           | Hier wohnte Olga Beschütz Jg. 1876 deportiert 1941 Riga ??? |        | Eintrag auf stolpersteine-hamburg.de |
| Im Tale 4 ·                     | Erna Anders                             | Hier wohnte Erna Anders Jg. 1923 eingewiesen 1939 Heilanstalt Langenhorn ‚verlegt‘ 25.11.1941 Heilanstalt Pfafferode ermordet 27.11.1941                            |        | Eintrag auf stolpersteine-hamburg.de |
| Im Tale 6 ·                     | Selma von Halle                         | Hier wohnte Selma von Halle Jg. 1881 gedemütigt/entrechtet Flucht in den Tod 8.3.1938                                                                               |        | Eintrag auf stolpersteine-hamburg.de |
| Im Tale 13 ·                    | Bertha Hirsch                           | Hier wohnte Bertha Hirsch geb. Magnus Jg. 1872 deportiert 1942 Theresienstadt ermordet 12.2.1943                                                                    |        | Eintrag auf stolpersteine-hamburg.de |
| Im Tale 27 ·                    | Robert Finnern                          | Hier wohnte Robert Finnern Jg. 1894 verhaftet 1938 ‚Hochverrat‘ Gefängnis HH-Fuhlsbüttel 1939 Oranienburg ermordet 22.4.1940                                        |        | Eintrag auf stolpersteine-hamburg.de |
| Im Tale 37 ·                    | Arno Pump                               | Hier wohnte Arno Pump Jg. 1934 eingewiesen 1939 Alsterdorfer Anstalten ‚verlegt‘ 7.8.1943 Heilanstalt Eichberg ermordet 15.10.1943                                  |        | Eintrag auf stolpersteine-hamburg.de |
| Isekai 5 ·                      | Paul Adler                              | Hier wohnte Paul Adler Jg. 1915 deportiert Auschwitz ??? |        | Eintrag auf stolpersteine-hamburg.de Ein weiterer Stolperstein befindet sich in Berlin-Wilmersdorf.                                                                           |
| Isekai 5 ·                      | Felix Arnheim                           | Hier wohnte Dr. Felix Arnheim Jg. 1864 Berufsverbot 1939 Flucht Belgien entrechtet/gedemütigt tot 15.11.1941 Belgien                                                |        | Eintrag auf stolpersteine-hamburg.de |
| Isekai 5 ·                      | Hedwig Slutzki geb. Arnheim             | Hier wohnte Hedwig Slutzki geb. Arnheim Jg. 1894 Flucht/Frankreich deportiert 1943 Auschwitz ???                                                                    |        | Eintrag auf stolpersteine-hamburg.de |
| Isekai 15 ·                     | Anna Blumenfeld                         | Hier wohnte Anna Blumenfeld Jg. 1875 gedemütigt/entrechtet Flucht in den Tod 24.10.1941                                                                             |        | Eintrag auf stolpersteine-hamburg.de |
| Isekai 15 ·                     | Hans Berthold Heilbut                   | Hier wohnte Hans Berthold Heilbut Jg. 1903 Flucht 1938 Holland interniert Westerbork deportiert 1944 Theresienstadt ermordet 21.10.1944 Auschwitz                   |        | Eintrag auf stolpersteine-hamburg.de |
| Isekai 15 ·                     | Susanna B. Heilbut geb. Rose            | Hier wohnte Susanna B. Heilbut geb. Rose Jg. 1910 Flucht 1938 Holland interniert Westerbork deportiert 1944 Theresienstadt ermordet 21.10.1944 Auschwitz            |        | Eintrag auf stolpersteine-hamburg.de |
| Isekai 15 ·                     | Ursula Heilbut                          | Hier wohnte Ursula Heilbut Jg. 1935 Flucht 1938 Holland interniert Westerbork deportiert 1944 Theresienstadt ermordet 21.10.1944 Auschwitz                          |        | Eintrag auf stolpersteine-hamburg.de |
| Isekai 15 ·                     | Olga Kaufmann                           | Hier wohnte Olga Kaufmann Jg. 1874 gedemütigt/entrechtet Flucht in den Tod 24.10.1941                                                                               |        | Eintrag auf stolpersteine-hamburg.de |
| Isekai 18 ·                     | Hugo Heimann                            | Hier wohnte Hugo Heimann Jg. 1868 deportiert 1942 Theresienstadt ermordet 28.5.1943                                                                                 |        | Eintrag auf stolpersteine-hamburg.de |
| Isekai 18 ·                     | Hertha Lindenberg geb. Caro             | Hier wohnte Hertha Lindenberg geb. Caro Jg. 1901 deportiert 1942 Theresienstadt ermordet 1944 in Auschwitz                                                          |        | Eintrag auf stolpersteine-hamburg.de |
| Kegelhofstraße 13 ·             | Walter Möller                           | Hier wohnte Walter Möller Jg. 1905 verhaftet 1932 ‚Altonaer Blutsonntag‘ verurteilt 2.6.1933 hingerichtet 1.8.1933 Gefängnis Altona                                 |        | Eintrag auf stolpersteine-hamburg.de Ein weiterer Stolperstein befindet sich in Hamburg-Altona-Nord.                                                                          |
| Kegelhofstraße 24 ·             | Adolf Mahlmann                          | Hier wohnte Adolf Mahlmann Jg. 1876 im Widerstand/KPD verhaftet 11.12.1942 KZ Fuhlsbüttel KZ Sachsenhausen KZ Buchenwald ermordet 28.2.1945                         |        | Eintrag auf stolpersteine-hamburg.de |
| Kegelhofstraße 34 ·             | Emil Bär                                | Hier wohnte Emil Bär Jg. 1877 deportiert 1941 Minsk ermordet |        | Eintrag auf stolpersteine-hamburg.de |
| Kegelhofstraße 34 ·             | Rudolphine Bär                          | Hier wohnte Rudolphine Bär Jg. 1879 deportiert 1941 Minsk ermordet                                                                                                  |        | Eintrag auf stolpersteine-hamburg.de |
| Kegelhofstraße 44 ·             | Anna Flora Gaden geb. Hecht             | Hier wohnte Anna Flora Gaden geb. Hecht Jg. 1897 gedemütigt/entrechtet Flucht in den Tod 16.7.1942                                                                  |        | Eintrag auf stolpersteine-hamburg.de |
| Kegelhofstraße 47 ·             | Bodo Löwenthal                          | Hier wohnte Bodo Löwenthal Jg. 1911 deportiert 1941 Riga ermordet 26.3.1942                                                                                         |        | Eintrag auf stolpersteine-hamburg.de |
| Kegelhofstraße 47 ·             | Marie Löwenthal geb. Massarik           | Hier wohnte Marie Löwenthal geb. Massarik Jg. 1909 deportiert 1941 Riga ermordet 1942                                                                               |        | Eintrag auf stolpersteine-hamburg.de |
| Kegelhofstraße 47 ·             | Anna Massarik geb. Hirschfeld           | Hier wohnte Anna Massarik geb. Hirschfeld Jg. 1885 deportiert 1942 Theresienstadt 1943 Auschwitz ermordet                                                           |        | Eintrag auf stolpersteine-hamburg.de |
| Kellinghusenstraße 11 ·         | Gertrud Pardo                           | Hier lehrte Gertrud Pardo Jg. 1883 deportiert 1941 Łodz ermordet |        | Eintrag auf stolpersteine-hamburg.de |
| Kunhardtstraße 6 ·              | Ella Grünewald geb. Wolff               | Hier wohnte Ella Grünewald geb. Wolff Jg. 1898 deportiert 1941 Ghetto Minsk ermordet                                                                                |        | Eintrag auf stolpersteine-hamburg.de Ein weiterer Stolperstein befindet sich in Hamburg-Harvestehude.                                                                         |
| Kunhardtstraße 6 ·              | Ludwig Eugen Grünewald                  | Hier wohnte Ludwig Eugen Grünewald Jg. 1893 ‚Schutzhaft‘ 1938 KZ Sachsenhausen deportiert 1941 Ghetto Minsk ermordet                                                |        | Eintrag auf stolpersteine-hamburg.de |
| Lenhartzstraße 1 ·              | Otto Meyer                              | Hier wohnte Dr. Otto Meyer Jg. 1898 deportiert 1941 Łodz ??? |        | Eintrag auf stolpersteine-hamburg.de |
| Lenhartzstraße 3 ·              | Ina Behrmann geb. Hoffmann              | Hier wohnte Ina Behrmann geb. Hoffmann Jg. 1882 deportiert 1941 Łodz ermordet                                                                                       |        | Eintrag auf stolpersteine-hamburg.de |
| Lenhartzstraße 3 ·              | Hermine Hofmann geb. Roos               | Hier wohnte Hermine Hofmann geb. Roos Jg. 1880 deportiert 1942 Theresienstadt 1944 Auschwitz ermordet                                                               |        | Eintrag auf stolpersteine-hamburg.de |
| Lenhartzstraße 3 ·              | Siegmund Hofmann                        | Hier wohnte Siegmund Hofmann Jg. 1875 deportiert 1942 Theresienstadt 1944 Auschwitz ermordet                                                                        |        | Eintrag auf stolpersteine-hamburg.de |
| Lenhartzstraße 3 ·              | Wolf Jägermann                          | Hier wohnte Wolf Jägermann Jg. 1896 eingewiesen 1941 ‚Heilanstalt‘ Langenhorn verlegt 1943 Hadamar ermordet 4.10.1943                                               |        | Eintrag auf stolpersteine-hamburg.de |
| Lenhartzstraße 3 ·              | Carl Löwenberg                          | Hier wohnte Carl Löwenberg Jg. 1869 deportiert 1942 Theresienstadt 1942 Treblinka ermordet                                                                          |        | Eintrag auf stolpersteine-hamburg.de |
| Lenhartzstraße 3 ·              | Selma Meyer geb. Goldstein              | Hier wohnte Selma Meyer geb. Goldstein Jg. 1885 deportiert 1941 Riga ermordet                                                                                       |        | Eintrag auf stolpersteine-hamburg.de |
| Lenhartzstraße 3 ·              | Elka Naphtalie geb. Haber               | Hier wohnte Elka Naphtalie geb. Haber Jg. 1892 deportiert 1941 Riga 1944 Stutthof ???                                                                               |        | Eintrag auf stolpersteine-hamburg.de |
| Lenhartzstraße 3 ·              | Gerda Pulka geb. Naphtalie              | Hier wohnte Gerda Pulka geb. Naphtalie Jg. 1921 deportiert 1941 Łodz ???                                                                                            |        | Eintrag auf stolpersteine-hamburg.de Ein weiterer Stolperstein befindet sich in Hamburg-Altona-Altstadt.                                                                      |
| Lenhartzstraße 3 ·              | Marie Sievers geb. Aronheim             | Hier wohnte Marie Sievers geb. Aronheim Jg. 1876 deportiert 1942 Theresienstadt ermordet 29.1.1943                                                                  |        | Eintrag auf stolpersteine-hamburg.de |
| Lenhartzstraße 3 ·              | Elise Wilda                             | Hier wohnte Elise Wilda Jg. 1859 1942 KZ Fuhlsbüttel deportiert 1942 ermordet 13.2.1943 Theresienstadt                                                              |        | Eintrag auf stolpersteine-hamburg.de Ein weiterer Stolperstein befindet sich in Hamburg-Hamm.                                                                                 |
| Lenhartzstraße 3 ·              | Emma Wilda                              | Hier wohnte Emma Wilda Jg. 1872 1942 KZ Fuhlsbüttel deportiert 1942 ermordet 13.2.1943 Theresienstadt                                                               |        | Eintrag auf stolpersteine-hamburg.de Ein weiterer Stolperstein befindet sich in Hamburg-Hamm.                                                                                 |
| Lenhartzstraße 3 ·              | Ernst Wilda                             | Hier wohnte Ernst Wilda Jg. 1863 1942 KZ Fuhlsbüttel deportiert 1942 ermordet 6.8.1942 Theresienstadt                                                               |        | Eintrag auf stolpersteine-hamburg.de Ein weiterer Stolperstein befindet sich in Hamburg-Hamm.                                                                                 |
| Lenhartzstraße 3 ·              | Therese Wilda                           | Hier wohnte Therese Wilda Jg. 1870 1942 KZ Fuhlsbüttel deportiert 1942 ermordet 27.1.1943 Theresienstadt                                                            |        | Eintrag auf stolpersteine-hamburg.de Weitere Stolpersteine befinden sich in Hamburg-Hamm und Hamburg-Rothenburgsort.                                                          |
| Lenhartzstraße 5 ·              | Margot Alice Wolff geb. Salomon         | Hier wohnte Margot Alice Wolff geb. Salomon Jg. 1893 entrechtet/gedemütigt Flucht in den Tod Juli 1942                                                              |        | Eintrag auf stolpersteine-hamburg.de |
| Lenhartzstraße 6 ·              | Eduard Guckenheimer                     | Hier wohnte Eduard Guckenheimer Jg. 1893 ‚Schutzhaft‘ 1938 Sachsenhausen Flucht 1939 Argentinien                                                                    |        | Eintrag auf stolpersteine-hamburg.de |
| Lenhartzstraße 7 ·              | Bernhard Aronsohn                       | Hier wohnte Dr. Bernhard Aronsohn Jg. 1874 deportiert 1942 Auschwitz ermordet                                                                                       |        | Eintrag auf stolpersteine-hamburg.de Ein weiterer Stolperstein befindet sich in Lübtheen.                                                                                     |
| Lenhartzstraße 7 ·              | Ida Aronsohn geb. Ostberg               | Hier wohnte Ida Aronsohn geb. Ostberg Jg. 1888 deportiert 1942 Auschwitz ermordet                                                                                   |        | Eintrag auf stolpersteine-hamburg.de |
| Lenhartzstraße 7 ·              | Henriette Hirsch geb. Heymann           | Hier wohnte Henriette Hirsch geb. Heymann Jg. 1872 deportiert 1942 Theresienstadt ermordet 19.9.1942                                                                |        | Eintrag auf stolpersteine-hamburg.de |
| Lenhartzstraße 7 ·              | Manfred Horowitz                        | Hier wohnte Dr. Manfred Horowitz Jg. 1880 gedemütigt/entrechtet Flucht in den Tod 14.11.1937                                                                        |        | Eintrag auf stolpersteine-hamburg.de Ein weiterer Stolperstein befinden sich in Hamburg-Neustadt.                                                                             |
| Lenhartzstraße 10 ·             | Anna Eva Sussmann geb. Bernheim         | Hier wohnte Anna Eva Sussmann geb. Bernheim Jg. 1863 gedemütigt/entrechtet Flucht in den Tod 2.4.1942                                                               |        | Eintrag auf stolpersteine-hamburg.de |
| Lenhartzstraße 10 ·             | Franz Martin Sussmann                   | Hier wohnte Franz Martin Sussmann Jg. 1904 deportiert 1941 ermordet in Minsk                                                                                        |        | Eintrag auf stolpersteine-hamburg.de |
| Lenhartzstraße 13 ·             | Hannelore Marie Cohn                    | Hier wohnte Hannelore Marie Cohn Jg. 1933 Flucht 1939 Palästina |        | Eintrag auf stolpersteine-hamburg.de |
| Lenhartzstraße 13 ·             | Hedda Cohn geb. Wiener                  | Hier wohnte Hedda Cohn geb. Wiener Jg. 1909 Flucht 1939 Palästina                                                                                                   |        | Eintrag auf stolpersteine-hamburg.de |
| Lenhartzstraße 13 ·             | Peter Cohn                              | Hier wohnte Peter Cohn Jg. 1938 Flucht 1939 Palästina |        | Eintrag auf stolpersteine-hamburg.de |
| Lenhartzstraße 13 ·             | Walter Cohn                             | Hier wohnte Walter Cohn Jg. 1905 Flucht 1939 Palästina |        | Eintrag auf stolpersteine-hamburg.de |
| Lenhartzstraße 13 ·             | Laura Coutinho                          | Hier wohnte Laura Coutinho Jg. 1868 deportiert 1942 Theresienstadt ermordet 9.12.1942                                                                               |        | Eintrag auf stolpersteine-hamburg.de |
| Lenhartzstraße 13 ·             | Therese Thekla Rosenberg geb. Melling   | Hier wohnte Therese Thekla Rosenberg geb. Melling Jg. 1857 deportiert 1942 Theresienstadt ermordet 23.7.1942                                                        |        | Eintrag auf stolpersteine-hamburg.de |
| Lenhartzstraße 15 ·             | Käthe Eschwege geb. Naphtaly            | Hier wohnte Käthe Eschwege geb. Naphtaly Jg. 1871 deportiert 1942 Theresienstadt ermordet 28.12.1942                                                                |        | Eintrag auf stolpersteine-hamburg.de |
| Lenhartzstraße 15 ·             | Mary Hammerschmidt geb. Leopold         | Hier wohnte Mary Hammerschmidt geb. Leopold Jg. 1877 deportiert Majdanek ermordet                                                                                   |        | Eintrag auf stolpersteine-hamburg.de |
| Lenhartzstraße 25 ·             | Peter Lass                              | Hier wohnte Peter Lass Jg. 1899 im Widerstand/KPD verhaftet 4.10.1934 ‚Vorbereitung Hochverrat‘ KZ Fuhlsbüttel entlassen 1937 1944 Strafbataillon 999 überlebt      |        | Eintrag auf stolpersteine-hamburg.de |
| Lenhartzstraße 31 ·             | Elsbeth Platz                           | Hier wohnte Elsbeth Platz Jg. 1884 deportiert 1941 Riga ermordet |        | Eintrag auf stolpersteine-hamburg.de |
| Loehrsweg 2 ·                   | Felicitas Gumpel                        | Hier wohnte Felicitas Gumpel Jg. 1929 Flucht 1937 Belgien deportiert 1942 Auschwitz ermordet                                                                        |        | Eintrag auf stolpersteine-hamburg.de |
| Loehrsweg 2 ·                   | Gertrud Gumpel geb. Koppel              | Hier wohnte Gertrud Gumpel geb. Koppel Jg. 1898 Flucht 1937 Belgien deportiert 1942 Auschwitz ermordet                                                              |        | Eintrag auf stolpersteine-hamburg.de |
| Loehrsweg 2 ·                   | Kurt Gumpel                             | Hier wohnte Kurt Gumpel Jg. 1924 Flucht 1937 Belgien deportiert 1942 Auschwitz ermordet                                                                             |        | Eintrag auf stolpersteine-hamburg.de |
| Loehrsweg 2 ·                   | Thomas Gumpel                           | Hier wohnte Thomas Gumpel Jg. 1931 Flucht 1937 Belgien deportiert 1942 Auschwitz ermordet                                                                           |        | Eintrag auf stolpersteine-hamburg.de |
| Loehrsweg 11 ·                  | Henry Fränkel                           | Hier wohnte Henry Fränkel Jg. 1886 Flucht 1939 Shanghai interniert Ghetto Shanghai befreit                                                                          |        | Eintrag auf stolpersteine-hamburg.de |
| Loehrsweg 12 ·                  | José Danon                              | Hier wohnte José Danon Jg. 1897 Flucht Frankreich interniert Drancy deportiert 1944 Kowno ermordet                                                                  |        | Eintrag auf stolpersteine-hamburg.de |
| Loogestieg 3 ·                  | Martha Frankenstein geb. Worms          | Hier wohnte Martha Frankenstein geb. Worms Jg. 1874 deportiert 1941 Łodz ermordet                                                                                   |        | Eintrag auf stolpersteine-hamburg.de |
| Loogestieg 3 ·                  | Martin Frankenstein                     | Hier wohnte Martin Frankenstein Jg. 1872 gedemütigt/entrechtet Flucht in den Tod 19.7.1939                                                                          |        | Eintrag auf stolpersteine-hamburg.de |
| Loogestieg 3 ·                  | Gertrud Katz geb. Worms                 | Hier wohnte Gertrud Katz geb. Worms Jg. 1884 deportiert 1941 Łodz ermordet                                                                                          |        | Eintrag auf stolpersteine-hamburg.de |
| Loogestieg 3 ·                  | Hermann Katz                            | Hier wohnte Hermann Katz Jg. 1881 deportiert 1941 Łodz ermordet |        | Eintrag auf stolpersteine-hamburg.de |
| Loogestieg 3 ·                  | Hildegard Katz                          | Hier wohnte Hildegard Katz Jg. 1917 deportiert 1941 ermordet |        | Eintrag auf stolpersteine-hamburg.de |
| Loogestieg 4 ·                  | Elli Adele Hymans geb. Dinkelspiel      | Hier wohnte Elli Adele Hymans geb. Dinkelspiel Jg. 1905 deportiert 1941 Minsk ermordet                                                                              |        | Eintrag auf stolpersteine-hamburg.de |
| Loogestieg 4 ·                  | Leonhardt Hymans                        | Hier wohnte Leonhardt Hymans Jg. 1898 deportiert 1941 Minsk ermordet                                                                                                |        | Eintrag auf stolpersteine-hamburg.de |
| Loogestieg 4 ·                  | Franziska Lewek                         | Hier wohnte Franziska Lewek Jg. 1873 deportiert 1942 Theresienstadt 1942 Treblinka ermordet                                                                         |        | Eintrag auf stolpersteine-hamburg.de |
| Loogestieg 6 ·                  | Edgar Kohn                              | Hier wohnte Edgar Kohn Jg. 1923 Flucht 1939 Belgien interniert Mechelen deportiert 1943 ermordet in Auschwitz                                                       |        | Eintrag auf stolpersteine-hamburg.de |
| Loogestieg 6 ·                  | Johanna Kohn geb. Feimann               | Hier wohnte Johanna Kohn geb. Feimann Jg. 1885 Flucht 1939 Belgien interniert Mechelen deportiert 1943 ermordet in Auschwitz                                        |        | Eintrag auf stolpersteine-hamburg.de |
| Loogestieg 7 ·                  | Johanna Kuhn geb. Wolff                 | Hier wohnte Johanna Kuhn geb. Wolff Jg. 1871 deportiert 1941 ermordet in Riga                                                                                       |        | Eintrag auf stolpersteine-hamburg.de |
| Loogestieg 7 ·                  | Berta Salomon geb. Peine                | Hier wohnte Berta Salomon geb. Peine Jg. 1872 deportiert 1942 Theresienstadt 1942 Treblinka ermordet                                                                |        | Eintrag auf stolpersteine-hamburg.de |
| Loogestieg 8 ·                  | Johanna Baruch                          | Hier wohnte Johanna Baruch Jg. 1861 deportiert 1943 Theresienstadt ermordet 19.4.1943                                                                               |        | Eintrag auf stolpersteine-hamburg.de |
| Loogestieg 10 ·                 | Edwin Horowitz                          | Hier wohnte Edwin Horowitz Jg. 1881 Selbstmord 14.9.1939 |        | Eintrag auf stolpersteine-hamburg.de |
| Loogestieg 10 ·                 | Anna Mendel geb. Arnheim                | Hier wohnte Anna Mendel geb. Arnheim Jg. 1876 deportiert 1942 Theresienstadt ermordet 4.1.1944                                                                      |        | Eintrag auf stolpersteine-hamburg.de |
| Loogestieg 10 ·                 | Paul Michael Mendel                     | Hier wohnte Paul Michael Mendel Jg. 1873 deportiert 1942 Theresienstadt ermordet 21.11.1942                                                                         |        | Eintrag auf stolpersteine-hamburg.de |
| Loogestieg 11 ·                 | Margarethe Marum geb. Frank             | Hier wohnte Margarethe Marum geb. Frank Jg. 1877 deportiert 1941 Riga-Jungfernhof ermordet                                                                          |        | Eintrag auf stolpersteine-hamburg.de |
| Loogestieg 11 ·                 | Melanie Rosenberg geb. Strauss          | Hier wohnte Melanie Rosenberg geb. Strauss Jg. 1869 deportiert 1942 Theresienstadt ermordet 14.10.1942                                                              |        | Eintrag auf stolpersteine-hamburg.de |
| Loogestieg 12 ·                 | Alice Vorwahlner geb. Deutsch           | Hier wohnte Alice Vorwahlner geb. Deutsch Jg. 1888 deportiert 1942 Theresienstadt ermordet am 15.8.1943                                                             |        | Eintrag auf stolpersteine-hamburg.de |
| Loogestieg 13 ·                 | Alice Berju geb. Goldenberg             | Hier wohnte Alice Berju geb. Goldenberg Jg. 1895 eingewiesen 1929 Heilanstalt Langenhorn ‚verlegt‘ 23.9.1940 Brandenburg ermordet 23.9.1940 ‚Aktion T4‘             |        | Eintrag auf stolpersteine-hamburg.de |
| Loogestieg 13 ·                 | Iwan Hess                               | Hier wohnte Iwan Hess Jg. 1870 Flucht Holland deportiert 1943 Sobibor ermordet                                                                                      |        | Eintrag auf stolpersteine-hamburg.de |
| Loogestieg 13 ·                 | Ilo Levy                                | Hier wohnte Ilo Levy Jg. 1882 deportiert 1941 Łodz ermordet |        | Eintrag auf stolpersteine-hamburg.de |
| Loogestieg 15 ·                 | Lisbeth Engelmann geb. Reyersbach       | Hier wohnte Lisbeth Engelmann geb. Reyersbach Jg. 1882 deportiert 1941 Łodz/Litzmannstadt ermordet 9.2.1942                                                         |        | Eintrag auf stolpersteine-hamburg.de |
| Loogestieg 17 ·                 | Gertrud Breslauer geb. Goldschmidt      | Hier wohnte Gertrud Breslauer geb. Goldschmidt Jg. 1890 deportiert 1941 Riga ???                                                                                    |        | Eintrag auf stolpersteine-hamburg.de |
| Loogestieg 17 ·                 | Fritz Kahn                              | Hier wohnte Fritz Kahn Jg. 1893 deportiert 1941 Łodz ermordet am 16.11.1942                                                                                         |        | Eintrag auf stolpersteine-hamburg.de |
| Loogestieg 17 ·                 | Rosa Kahn geb. Buxbaum                  | Hier wohnte Rosa Kahn geb. Buxbaum Jg. 1903 deportiert 1941 Łodz ermordet                                                                                           |        | Eintrag auf stolpersteine-hamburg.de |
| Loogestieg 19 ·                 | Emil Heller                             | Hier wohnte Emil Heller Jg. 1883 deportiert 1942 Auschwitz ermordet                                                                                                 |        | Eintrag auf stolpersteine-hamburg.de |
| Loogestieg 19 ·                 | Paula Heller geb. Lennhoff              | Hier wohnte Paula Heller geb. Lennhoff Jg. 1886 deportiert 1942 Auschwitz ermordet                                                                                  |        | Eintrag auf stolpersteine-hamburg.de |
| Loogestieg 19 ·                 | Rosa Scheuer                            | Hier wohnte Rosa Scheuer Jg. 1876 deportiert 1941 Łodz ermordet |        | Eintrag auf stolpersteine-hamburg.de |
| Ludolfstraße 44 ·               | Herbert Burmeister                      | Hier wohnte Herbert Burmeister Jg. 1916 desertiert 11.12.1942 verhaftet 28.12.1942 Gefängnis Holstenglacis verurteilt 3.8.1944 hingerichtet 11.9.1944 Holstenglacis |        | Eintrag auf stolpersteine-hamburg.de |
| Ludolfstraße 44 ·               | Heinrich Pütz                           | Hier wohnte Heinrich Pütz Jg. 1857 Flucht 1939 Holland interniert Westerbork deportiert 1943 Sobibor ermordet 23.7.1943                                             |        | Eintrag auf stolpersteine-hamburg.de |
| Martinistraße 52 ·              | –                                       | Hier forschten und lehrten gedemütigt/entrechtet 1933 Lehrverbot aus ‚rassischen‘ Gründen                                                                           |        | Kopfstein am Universitäts-Krankenhaus Eppendorf |
| Martinistraße 52 ·              | Ernst Delbanco                          | Dr. Ernst Delbanco Jg. 1869 Flucht in den Tod 31.3.1935 |        | Eintrag auf stolpersteine-hamburg.de Weitere Stolpersteine befinden sich in Hamburg-Rotherbaum.                                                                               |
| Martinistraße 52 ·              | Walter Griesbach                        | Dr. Walter Griesbach Jg. 1888 Flucht 1938 Neuseeland überlebt |        | Eintrag auf stolpersteine-hamburg.de Ein weiterer Stolperstein befindet sich in Hamburg-Rotherbaum.                                                                           |
| Martinistraße 52 ·              | Arthur Haim                             | Dr. Arthur Haim Jg. 1888 Flucht 1934 USA überlebt |        | Eintrag auf stolpersteine-hamburg.de |
| Martinistraße 52 ·              | Erwin Jacobsthal                        | Dr. Erwin Jacobsthal Jg. 1879 Flucht 1934 Guatemala überlebt |        | Eintrag auf stolpersteine-hamburg.de |
| Martinistraße 52 ·              | Hermann Josephy                         | Hier arbeitete Dr. Hermann Josephy Jg. 1887 ‚Schutzhaft‘ 1938 Sachsenhausen Flucht 1939 England 1940 USA                                                            |        | Eintrag auf stolpersteine-hamburg.de wurde im März 2023 ausgetauscht (vorheriger Stein)                                                                                       |
| Martinistraße 52 ·              | Victor Kafka                            | Dr. Victor Kafka Jg. 1881 ‚Schutzhaft‘ 1935 KZ Fuhlsbüttel Flucht 1939 Norwegen 1942 Schweden überlebt                                                              |        | Eintrag auf stolpersteine-hamburg.de |
| Martinistraße 52 ·              | Otto Kestner                            | Dr. Otto Kestner Jg. 1873 Flucht 1935 England überlebt |        | Eintrag auf stolpersteine-hamburg.de |
| Martinistraße 52 ·              | Paul Kimmelstiel                        | Dr. Paul Kimmelstiel Jg. 1900 Flucht 1934 USA überlebt |        | Eintrag auf stolpersteine-hamburg.de |
| Martinistraße 52 ·              | Walter Kirschbaum                       | Dr. Walter Kirschbaum Jg. 1894 ‚Schutzhaft‘ 1938 Sachsenhausen Flucht 1939 USA überlebt                                                                             |        | Eintrag auf stolpersteine-hamburg.de |
| Martinistraße 52 ·              | Rahel Liebeschütz-Plaut                 | Dr. Rahel Liebeschütz-Plaut Jg. 1894 Flucht 1938 England überlebt                                                                                                   |        | Eintrag auf stolpersteine-hamburg.de Ein weiterer Stolperstein befindet sich in Hamburg-Rotherbaum.                                                                           |
| Martinistraße 52 ·              | Martin Mayer                            | Dr. Martin Mayer Jg. 1875 Flucht 1939 Venezuela überlebt |        | Eintrag auf stolpersteine-hamburg.de |
| Martinistraße 52 ·              | Ernst-Friedrich Müller                  | Dr. Ernst-Friedrich Müller Jg. 1891 Flucht 1934 USA überlebt |        | Eintrag auf stolpersteine-hamburg.de |
| Martinistraße 52 ·              | Heinrich Poll                           | Dr. Heinrich Poll Jg. 1877 Flucht 1939 Schweden tot 12.6.1939 |        | Eintrag auf stolpersteine-hamburg.de Ein weiterer Stolperstein befindet sich in Hamburg-Rotherbaum.                                                                           |
| Martinistraße 52 ·              | Ernst Sieburg                           | Dr. Ernst Sieburg Jg. 1885 Verzicht 1933 auf Lehrbefugnis tot 16.1.1937                                                                                             |        | Eintrag auf stolpersteine-hamburg.de |
| Martinistraße 52 ·              | Hans Türkheim                           | Dr. Hans Türkheim Jg. 1889 Flucht 1936 England überlebt |        | Eintrag auf stolpersteine-hamburg.de |
| Martinistraße 52 ·              | Friedrich Wohlwill                      | Dr. Friedrich Wohlwill Jg. 1881 Flucht 1933 Portugal überlebt |        | Eintrag auf stolpersteine-hamburg.de |
| Martinistraße 52 ·              | –                                       | Für die Namenlosen gedemütigt/entrechtet Lehrverbot/entlassen aus ‚rassischen‘ Gründen                                                                              |        | Zusatzstein am Universitäts-Krankenhaus Eppendorf |
| Rainweg 9 ·                     | Angela Pardo                            | Hier wohnte Angela Pardo Jg. 1885 deportiert 1941 Łodz ermordet |        | Eintrag auf stolpersteine-hamburg.de |
| Rainweg 9 ·                     | Gertrud Pardo                           | Hier wohnte Gertrud Pardo Jg. 1883 deportiert 1941 Łodz ermordet |        | Eintrag auf stolpersteine-hamburg.de |
| Schedestraße 13 ·               | Hermann Boje                            | Hier wohnte Hermann Boje Jg. 1891 eingewiesen 1939 Alsterdorfer Anstalten Heilanstalt Eichberg ‚verlegt‘ 12.10.1943 Heilanstalt Hadamar ermordet 29.10.1943         |        | Eintrag auf stolpersteine-hamburg.de |
| Schedestraße 13 ·               | Melitta Handorf                         | Hier wohnte Melitta Handorf Jg. 1911 eingewiesen 1943 Alsterdorfer Anstalten ‚verlegt‘ 16.8.1943 Am Steinhof Wien ermordet 7.3.1944                                 |        | Eintrag auf stolpersteine-hamburg.de |
| Schedestraße 18 ·               | Erich Siegbert Redlich                  | Hier wohnte Erich Siegbert Redlich Jg. 1887 deportiert 1941 Łodz ermordet 22.2.1942                                                                                 |        | Eintrag auf stolpersteine-hamburg.de |
| Schedestraße 37 ·               | Markus Friedländer                      | Hier wohnte Markus Friedländer Jg. 1866 deportiert 1942 Theresienstadt ermordet 14.3.1943                                                                           |        | Eintrag auf stolpersteine-hamburg.de |
| Schedestraße 39 ·               | Helene Bloch                            | Hier wohnte Helene Bloch Jg. 1872 deportiert 1942 Theresienstadt ermordet in Treblinka                                                                              |        | Eintrag auf stolpersteine-hamburg.de |
| Schedestraße 39 ·               | Henriette Bloch                         | Hier wohnte Henriette Bloch Jg. 1864 deportiert 1942 Theresienstadt ermordet in Treblinka                                                                           |        | Eintrag auf stolpersteine-hamburg.de |
| Schrammsweg 6 ·                 | Hedwig Oppenheim geb. Wallach           | Hier wohnte Hedwig Oppenheim geb. Wallach Jg. 1895 deportiert 1942 Theresienstadt 1944 Auschwitz ermordet                                                           |        | Eintrag auf stolpersteine-hamburg.de |
| Schrammsweg 6 ·                 | Rudolph Oppenheim                       | Hier wohnte Rudolph Oppenheim Jg. 1885 deportiert 1942 Theresienstadt 1944 Auschwitz ermordet                                                                       |        | Eintrag auf stolpersteine-hamburg.de |
| Schrammsweg 8 ·                 | Karl-Heinz Cordes                       | Hier wohnte Karl-Heinz Cordes Jg. 1934 eingewiesen 1940 Alsterdorfer Anstalten ‚verlegt‘ 1943 Heilanstalt Mainkofen ermordet 5.2.1945                               |        | Eintrag auf stolpersteine-hamburg.de |
| Schrammsweg 10 ·                | Alfred Lion                             | Hier wohnte Alfred Lion Jg. 1884 deportiert 1941 Minsk ermordet |        | Eintrag auf stolpersteine-hamburg.de |
| Schrammsweg 10 ·                | Lotte Rebecka Lion geb. Strelitz        | Hier wohnte Lotte Rebecka Lion geb. Strelitz Jg. 1908 deportiert 1941 Ghetto Minsk ermordet                                                                         |        | Eintrag auf stolpersteine-hamburg.de Ein weiterer Stolperstein befindet sich in Hamburg-Harvestehude.                                                                         |
| Schrammsweg 25 ·                | Albert Köpcke                           | Hier wohnte Albert Köpcke Jg. 1903 eingewiesen 1935 Alsterdorfer Anstalten ‚verlegt‘ 10.8.1943 Heilanstalt Mainkofen tot an den Folgen der Behandlung 11.7.1945     |        | Eintrag auf stolpersteine-hamburg.de |
| Schrammsweg 27 ·                | Antonie Siering geb. Frank              | Hier wohnte Antonie Siering geb. Frank Jg. 1902 im Widerstand/SPD Flucht 1938 Dänemark                                                                              |        | Eintrag auf stolpersteine-hamburg.de |
| Schrammsweg 27 ·                | Lieselotte Siering                      | Hier wohnte Lieselotte Siering Jg. 1929 Flucht 1938 Dänemark |        | Eintrag auf stolpersteine-hamburg.de |
| Schrammsweg 27 ·                | Walter Siering                          | Hier wohnte Walter Siering Jg. 1905 im Widerstand/SPD Flucht 1938 Dänemark                                                                                          |        | Eintrag auf stolpersteine-hamburg.de |
| Schrammsweg 29 ·                | Annemarie Deutschländer                 | Hier wohnte Annemarie Deutschländer Jg. 1920 deportiert 1941 Minsk ???                                                                                              |        | Eintrag auf stolpersteine-hamburg.de |
| Schrammsweg 29 ·                | Arnold Deutschländer                    | Hier wohnte Arnold Deutschländer Jg. 1882 deportiert 1941 Minsk ???                                                                                                 |        | Eintrag auf stolpersteine-hamburg.de |
| Schrammsweg 29 ·                | Dora Deutschländer geb. Tietz           | Hier wohnte Dora Deutschländer geb. Tietz Jg. 1884 deportiert 1941 Minsk ???                                                                                        |        | Eintrag auf stolpersteine-hamburg.de |
| Schrammsweg 29 ·                | Elfriede Rosenstein geb. Sondermann     | Hier wohnte Elfriede Rosenstein geb. Sondermann Jg. 1896 deportiert 1941 Łodz ???                                                                                   |        | Eintrag auf stolpersteine-hamburg.de |
| Schrammsweg 29 ·                | Iwan Rosenstein                         | Hier wohnte Iwan Rosenstein Jg. 1894 deportiert 1941 Łodz tot nach Selbstmordversuch                                                                                |        | Eintrag auf stolpersteine-hamburg.de |
| Siemssenstraße 10 ·             | Melvin Löw                              | Hier wohnte Melvin Löw Jg. 1874 gedemütigt/entrechtet Flucht in den Tod 27.3.1942                                                                                   |        | Eintrag auf stolpersteine-hamburg.de |
| Sudeckstraße 4 ·                | Hedwig Maude Heckscher geb. Koenigsberg | Hier wohnte Hedwig Maude Heckscher geb. Koenigsberg Jg. 1885 verhaftet 1942 KZ Fuhlsbüttel deportiert 1943 Theresienstadt 1944 Auschwitz ermordet                   |        | Eintrag auf stolpersteine-hamburg.de |
| Sudeckstraße 4 ·                | Philipp Heckscher                       | Hier wohnte Philipp Heckscher Jg. 1877 verhaftet 1942 KZ Fuhlsbüttel deportiert 1943 Theresienstadt ermordet 19.3.1943                                              |        | Eintrag auf stolpersteine-hamburg.de |
| Tarpenbekstraße 66 ·            | Walter Krützfeldt                       | Walter Krützfeldt Jg. 1903 im Widerstand/KPD verhaftet 19.12.1933 Zuchthaus Fuhlsbüttel 1943 Strafbataillon 999 Flucht 1945 Bosnien                                 |        | Eintrag auf stolpersteine-hamburg.de |
| Tarpenbekstraße 66 ·            | Ernst Thälmann                          | Hier wohnte Ernst Thälmann Jg. 1886 verhaftet 1933 Zuchthaus Berlin-Moabit 1937 Gefängnis Hannover 1943 Zuchthaus Bautzen 1944 Buchenwald ermordet 18.8.1944        |        | Eintrag auf stolpersteine-hamburg.de Weitere Stolpersteine befinden sich in Hamburg-Altstadt und Singen (Hohentwiel).                                                         |
| Tarpenbekstraße 107 ·           | Günther Blobel                          | Hier wohnte Günther Blobel Jg. 1936 eingewiesen 1942 Alsterdorfer Anstalten ‚verlegt‘ 10.8.1943 Heilanstalt Mainkofen tot 28. Juni 1945                             |        | Eintrag auf stolpersteine-hamburg.de |
| Tarpenbekstraße 107 ·           | Josephine Boock geb. Jürgensen          | Hier wohnte Josephine Boock geb. Jürgensen Jg. 1857 eingewiesen 1941 Heilanstalt Langenhorn ‚verlegt‘ 2.11.1943 Meseritz-Obrawalde ermordet 8.11.1943               |        | Eintrag auf stolpersteine-hamburg.de |
| Tarpenbekstraße 107 ·           | Klaus Peter Wörbach                     | Hier wohnte Klaus Peter Wörbach Jg. 1938 eingewiesen 1942 Alsterdorfer Anstalten ‚verlegt‘ 7.8.1943 Heilanstalt Kalmenhof/Idstein ermordet 7.9.1943                 |        | Eintrag auf stolpersteine-hamburg.de |
| Woldsenweg 5 ·                  | Walter Davidsohn                        | Hier wohnte Walter Davidsohn Jg. 1895 deportiert 1942 Theresienstadt 1943 Auschwitz ermordet                                                                        |        | Eintrag auf stolpersteine-hamburg.de |
| Woldsenweg 5 ·                  | Ella Davidsohn geb. Hildesheim          | Hier wohnte Ella Davidsohn geb. Hildesheim Jg. 1872 deportiert 1942 Theresienstadt ermordet 9.3.1943                                                                |        | Eintrag auf stolpersteine-hamburg.de |
| Woldsenweg 5 ·                  | Alberto Jonas                           | Hier wohnte Dr. Alberto Jonas Jg. 1889 deportiert 1942 Theresienstadt ermordet am 29.8.1942                                                                         |        | Eintrag auf stolpersteine-hamburg.de Ein weiterer Stolperstein befindet sich in Hamburg-Rotherbaum.                                                                           |
| Woldsenweg 5 ·                  | Marie Anna Jonas geb. Levinsohn         | Hier wohnte Dr. Marie Anna Jonas geb. Levinsohn Jg. 1893 deportiert 1942 Theresienstadt 1944 Auschwitz ermordet                                                     |        | Eintrag auf stolpersteine-hamburg.de |
| Woldsenweg 5 ·                  | Bernard Moser                           | Hier wohnte Berhard Moser Jg. 1882 deportiert 1941 Łodz ermordet am 8.7.1942                                                                                        |        | Eintrag auf stolpersteine-hamburg.de |
| Woldsenweg 5 ·                  | Marie Therese Moser geb. Strohmberg     | Hier wohnte Marie Therese Moser geb. Strohmberg Jg. 1884 deportiert 1941 Łodz weiterdeportiert ermordet                                                             |        | Eintrag auf stolpersteine-hamburg.de |
| Woldsenweg 5 ·                  | Cloe Neuburger geb. Rosenfeld           | Hier wohnte Cloe Neuburger geb. Rosenfeld Jg. 1885 deportiert 1941 Łodz weiterdeportiert ermordet                                                                   |        | Eintrag auf stolpersteine-hamburg.de |
| Woldsenweg 5 ·                  | Fritz Neuburger                         | Hier wohnte Fritz Neuburger Jg. 1876 1938 KZ Fuhlsbüttel deportiert 1941 Łodz weiterdeportiert ermordet                                                             |        | Eintrag auf stolpersteine-hamburg.de |
| Woldsenweg 5 ·                  | Ruth Neuhaus                            | Hier wohnte Ruth Neuhaus Jg. 1918 deportiert 1941 Łodz weiterdeportiert 1944 ???                                                                                    |        | Eintrag auf stolpersteine-hamburg.de |
| Woldsenweg 5 ·                  | Georg Peters                            | Hier wohnte Georg Peters Jg. 1872 inhaftiert 1936–1938 eingewiesen ‚Landesheilanstalt‘ Weilmünster ermordet 6.4.1944                                                |        | Eintrag auf stolpersteine-hamburg.de |
| Woldsenweg 6 ·                  | Arthur Hauptmann                        | Hier wohnte Arthur Hauptmann Jg. 1869 deportiert 1942 Theresienstadt 1942 Treblinka ermordet                                                                        |        | Eintrag auf stolpersteine-hamburg.de |
| Woldsenweg 6 ·                  | Selma Hauptmann geb. Baumgarten         | Hier wohnte Selma Hauptmann geb. Baumgarten Jg. 1868 deportiert 1942 Theresienstadt 1942 Treblinka ermordet                                                         |        | Eintrag auf stolpersteine-hamburg.de |
| Woldsenweg 7 ·                  | Otto Luria                              | Hier wohnte Otto Luria Jg. 1869 verhaftet 1938 KZ Fuhlsbüttel eingewiesen Heilanstalt Langenhorn tot an Folgen 31.8.1939                                            |        | Eintrag auf stolpersteine-hamburg.de |
| Woldsenweg 8 ·                  | Kurt Georg Mehrgut                      | Hier wohnte Kurt Georg Mehrgut Jg. 1914 inhaftiert 1934–1936 Gefängnis Hamburg Flucht 1936 Prag Flucht 1937 Holland deportiert 1941 Mauthausen ermordet 10.9.1941   |        | Eintrag auf stolpersteine-hamburg.de |
| Woldsenweg 8 ·                  | Sophie Mehrgut                          | Hier wohnte Sophie Mehrgut Jg. 1880 deportiert 1941 Łodz ermordet 12.5.1942                                                                                         |        | Eintrag auf stolpersteine-hamburg.de |
| Woldsenweg 8 ·                  | Wolf Willy Mehrgut                      | Hier wohnte Wolf Willy Mehrgut Jg. 1883 Flucht 1937 Holland deportiert 1944 Bergen-Belsen ermordet 25.2.1945                                                        |        | Eintrag auf stolpersteine-hamburg.de |
| Woldsenweg 9 ·                  | Alice Feldmann                          | Hier wohnte Alice Feldmann Jg. 1897 deportiert 1941 Łodz ermordet 1942 in Chelmno                                                                                   |        | Eintrag auf stolpersteine-hamburg.de |
| Woldsenweg 9 ·                  | Paula Feldmann geb. Schüler             | Hier wohnte Paula Feldmann geb. Schüler Jg. 1874 deportiert 1942 Theresienstadt ermordet 11.12.1942                                                                 |        | Eintrag auf stolpersteine-hamburg.de |
| Woldsenweg 9 ·                  | Aurelie Levinson geb. Ross              | Hier wohnte Aurelie Levinson geb. Ross Jg. 1879 deportiert 1941 Riga ermordet                                                                                       |        | Eintrag auf stolpersteine-hamburg.de |
| Woldsenweg 9 ·                  | Elisabeth Wulff                         | Hier wohnte Elisabeth Wulff geb. Schönfeld Jg. 1867 Flucht 1939 England                                                                                             |        | Eintrag auf stolpersteine-hamburg.de |
| Woldsenweg 13 ·                 | Juliane Appel                           | Hier wohnte Juliane Appel Jg. 1889 deportiert 1941 Łodz/Litzmannstadt ermordet 20.4.1942 Chelmno/Kulmhof                                                            |        | Eintrag auf stolpersteine-hamburg.de |
| Woldsenweg 13 ·                 | Henriette Cohens geb. Behrens           | Hier wohnte Henriette Cohens geb. Behrens Jg. 1885 deportiert 1942 weiter deportiert ermordet                                                                       |        | Eintrag auf stolpersteine-hamburg.de |
| Woldsenweg 13 ·                 | Siegmund Goldschmidt                    | Hier wohnte Siegmund Goldschmidt Jahrg. 1887 deportiert 1941 Łodz ermordet                                                                                          |        | Eintrag auf stolpersteine-hamburg.de |
| Woldsenweg 13 ·                 | Mathilde Laski geb. Kallmess            | Hier wohnte Mathilde Laski geb. Kallmess Jg. 1888 deportiert 1941 Łodz ermordet am 12.7.1942                                                                        |        | Eintrag auf stolpersteine-hamburg.de |
| Woldsenweg 16 ·                 | Marion Werner                           | Hier wohnte Marion Werner Jg. 1923 deportiert 1941 Łodz weiterdeportiert ermordet                                                                                   |        | Eintrag auf stolpersteine-hamburg.de Ein weiterer Stolperstein befindet sich in Hamburg-Harvestehude.                                                                         |
| Woldsenweg 16 ·                 | Olga Werner geb. Seligmann              | Hier wohnte Olga Werner geb. Seligmann Jg. 1887 deportiert 1941 Łodz weiterdeportiert ermordet                                                                      |        | Eintrag auf stolpersteine-hamburg.de |
| Woldsenweg 16 ·                 | Victor Werner                           | Hier wohnte Victor Werner Jg. 1880 deportiert 1941 Łodz weiterdeportiert ermordet                                                                                   |        | Eintrag auf stolpersteine-hamburg.de |